# SR-71 Blackbird
Lockheed SR-71 „Blackbird” a fost o aeronavă cu raza lungă de acțiune, de recunoaștere strategică, din categoria Mach 3 și a fost operată de către Forțele Aeriene ale Statelor Unite ale Americii. Aceasta aeronavă a fost dezvoltată în anii '60,  printr-un proiect secret (black project) direct din aeronava de recunoaștere Lockheed A-12, de către Lockheed, divizia Skunk Works.
Inginerul de aviație american Clarence „Kelly” Johnson, a fost responsabil pentru multe dintre conceptele inovative aplicate acestui design.
În mod tipic, în timpul misiunilor de recunoaștere, SR-71 opera la altitudini și viteze înalte, fapt ce îi permitea sa evite și eventual sa-și depășească (prin viteză) inamicii.
Dacă în timpul misiunii o rachetă ar fi fost lansata de către inamic și detectată de către SR-71, manevra standard de evitare ar fi constat în accelerarea aeronavei pana la viteze la care pur și simplu nu putea fi ajunsă de către rachetele inamice (la acea vreme nu existau sisteme de rachete atât de performante și de rapide încât să pună probleme acestei aeronave).
Printre multele inovații aduse și aplicate acestui concept, SR-71 s-a bucurat, în premieră, de tehnologia de reducere a semnăturii radar, acest avion fiind conceput cu muchii care dispersau în așa manieră undele radar, încât o bună parte nu se mai întorceau la radarul sursă.
Aeronava SR-71 a servit sub emblema Forțelor Aeriene ale S.U.A. din anul 1964 până în anul 1998. Un număr total de 32 de aparate a fost construit, 12 au fost pierdute în accidente, însă nici un aparat nu a fost pierdut datorită acțiunilor inamicului. De-a lungul timpului SR-71 a primit mai multe porecle, dintre putând fi amintite Blackbird și Habu. Începând cu anul 1976 și pe toată perioada activității, a deținut recordul de cel mai rapid avion pilotat, propulsat de un motor cu ciclu combinat (statoreactor).

## Context
Precedentul avion de recunoaștere produs de către compania Lockheed, a fost avionul U-2, un avion relativ lent, conceput special pentru CIA (Central Intelligence Agency- Agenția Centrală de Informații). Către finele anului 1957, CIA. a început „curtarea” companiei Lockheed (contractor in proiecte de apărare) cu scopul de a-i propune realizarea unei noi aeronave de recunoaștere nedetectabile. Proiectul numit Arhangel, a fost condus de Kely Johnson- directorul secției Skunk Works din Burbank, California, aparținând Lockheed. 
Lucrul la proiectul Arhanghel a început în a doua jumătate a anului 1958, având drept obiectiv realizarea unei aeronave care sa zboare mai sus și mai repede decât U-2.
Dintre cele 11 de proiecte realizate de-a lungul a 10 luni, „A-10” a fost cel preferat. Totuși, în ciuda acestui fapt, forma acestuia (A-10)  prezenta vulnerabilități în fața sistemelor de detecție prin radar.
Dupa o întâlnire cu cei de la CIA în '59, designul a fost modificat în așa maniera încât la final, acesta avea redusa amprenta radar cu 90 % (RCS- Radar Cross Section).
Pe data de 11 Feb 1960, CIA a aprobat un contract în valoare de 96 milioane de dolari, atribuit celor de la Skunk Works pentru producerea unei duzini de aeronave A-12.
În 1960, Francis Gary Power este doborât deasupra Uniunii Sovietice în timp ce pilota un aparat U-2 și astfel, odată cu evidențierea vulnerabilităților acestui tip de aparat, se creeaza oportunități și necesități sporite de a produce avioane de spionaj mai rapide — în speță, A-12.
Primul zbor al aparatului A-12 a avut loc la Groom Lake (Area 51), Nevada, la data de 25 aprilie 1962. Au fost construite 13 aparate; două variante au fost de asemenea dezvoltate, aici incluzând 3 aparate derivate din prototipul interceptorului YF-12 și doua derivate din varianta M-21 purtătoare de drone.
A-12 fusese prevăzut a fi echipat cu motoare Pratt & Whitney J58, însă dezvoltarea acestui motor a suferit întârzieri semnificative, ceea ce a dus la echiparea aeronavei A-12 cu mai puțin puternicul și performantul P&W J75, urmând ca din momentul în care J58 ar fi devenit disponibil, sa se treacă la reechiparea lotului inițial de A-12 cu acest tip de motor mai performant, motor ce va deveni standard pentru toată seria de aeronave dezvoltate din acest program (A-12, YF-12, M-21, SR-71).
Chiar înaintea retragerii aparatului A-12 din serviciu în 1968, acesta a zburat deasupra Vietnamului și Coreei de Nord, efectuând misiuni de recunoaștere. Anularea programului A-12 a fost anunțată în 28 Dec 1966 și a fost cauzată atât de constrângerile bugetare, cat și de faptul ca la orizont apăruse o noua vedetă, SR-71, un avion derivat direct din A-12.

### SR-71
Indicativul SR-71 reprezenta o continuare a seriei de bombardiere pre-1962; ultimul avion construit utilizand un indicativ din această serie, a fost XB-70 Valkyrie. Oricum, o versiune de bombardier derivată din Blackbird  a fost denumita temporar B-71, desemnare ce a fost păstrată parțial când modelul a fost schimbat în SR-71.

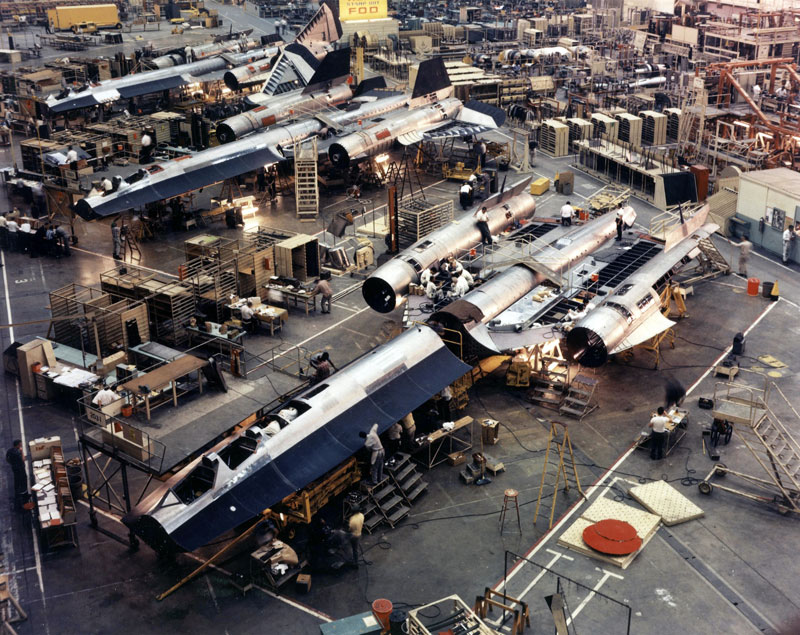
SR-71 Blackbird assembly line at Skunk Works

În timpul etapelor târzii de dezvoltare, aparatul B-70 a fost propus pentru un rol de recunoaștere/lovire, având drept indicativ “RS-70”. Când potențialul avionului A-12 a fost descoperit ca fiind mult superior, Forțele Aeriene SUA au comandat o variantă a lui A-12. Denumită R-12 de către Lockheed, aceasta versiune comandată de către USAF, era mai lungă și mai grea decât A-12, având un fuzelaj mai lung, ca sa poată lua la bord mai mult combustibil, sa poată acomoda 2 piloți în cabină și avea extensii  de tip LERX (extensii laterale longitudinale) modificate.
Echipamentele de recunoaștere includeau: senzori de detecție semnale criptate, radar cu scanare laterală și o camera foto. 
Modelul A-12 aparținând CIA, s-a dovedit a fi o platformă de recunoaștere superioară variantei R-12 aparținând USAF deoarece A-12 zbura oarecum mai sus și mai rapid, avea doar un pilot în cabină și având spațiu disponibil pentru instalarea unei camere foto superioare sau pentru mai multe instrumente.
În timpul campaniei din 1964, nominalizatul la prezidențiale din partea republicanilor, Barry Goldwater, i-a criticat în mod repetat pe președintele Lyndon B. Johnson și administrația sa, pentru faptul de a fi rămas în urma Uniunii Sovietice în ceea ce privește dezvoltarea de noi arme.
Johnson a decis atunci sa contracareze criticile relevând existența interceptorului YF-12, fapt ce a servit foarte bine acoperirii avionului A-12, avion încă secret pe atunci, cat și a versiunii de recunoaștere R-12 aparținând USAF.
Generalul Curtis LeMay, Șeful Statului Major (?) al USAF, a preferat indicativul SR (Strategic Reconnaissance-Recunoastere Strategica) în detrimentul celui de RS (Reconnaissance/Strike- Recunoastere/Lovire) și a dorit ca RS-71 sa fie redenumit SR-71; înainte de discursul din Iulie, LeMay a făcut presiuni ca discursul lui Johnson sa fie modificat astfel încât în text sa apară SR-71 în locul denumirii RS-71.
Copia discursului dată mediei, conținea încă în acel moment denumirea veche de RS-71, astfel apărând legenda că președintele a citit eronat indicativul aeronavei.
În 1968, Robert McNamara, Secretarul Apărării, a anulat programul interceptorului YF-12; de asemenea, s-a ordonat distrugerea sculele specializate utilizate în construcția ambelor tipuri de aparate, YF-12 și SR-71. Producția avionului SR-71 în acel moment totaliza 32 de aparate, dintre care 29 de SR-71A, două SR-71B și un singur aparat SR-71C.

## Design

### Generalități
Avionul SR-71 a fost conceput să opereze la zboruri și viteze mari, de peste Mach 3, cu un echipaj format din doua persoane situate in tandem, pilotul aflându-se în partea din față a carlingii iar ofițerul care se ocupa cu manipularea echipamentelor de supraveghere, situat în scaunul din spate; acesta (ofițerul...) era responsabil, printre altele, și cu navigația.
Dupa cum s-a spus și mai sus, SR-71 a fost conceput cu o semnătura radar redusa, aceasta reprezentând o încercare timpurie de a realiza un design „stealth” (stealth nu se refera la invizibilitate totala fața de radar, ci reducerea cât mai mult posibil, a semnăturii radar astfel încât aeronava sa fie detectabilă de la distanțe foarte mici, distante nepractice pentru apărarea antiaeriana). Avioanele SR-71 erau vopsite într-o culoare „albastru întunecat”, aproape negru, lucru ce ajuta la disiparea căldurii acumulate dar care acționa și ca un camuflaj pe timp de noapte. Culoarea neagra este cea care a dus la porecla de „Blackbird”.
Deși SR-71 avea instalate contramasuri radar pentru evitarea interceptării, cea mai bună protecție a sa în fața inamicului o reprezenta combinația altitudini ridicate-viteze înalte, combinație ce l-a făcut aproape invulnerabil (până prin anii ‘80 când MiG-31 reușea primele interceptări ale SR-71). Împreună cu amprenta radar redusă, aceste calități lăsau rachetelor antiaeriene inamice o foarte scurtă „fereastra” de timp pentru realizarea achiziției și urmăririi țintei cu radarele proprii.
De obicei, dacă un sistem radar ajungea în situația în care ar fi putut depista și urmări avionul SR-71, era oricum prea târziu pentru a mai lansa rachete interceptoare iar SR-71 ar fi fost demult în afara razei de acțiune a rachetelor, înainte ca acestea sa îl poată prindă din urma.
Dacă totuși s-ar fi ajuns în situația în care un radar militar ar fi putut urmări SR-71 și lansa o rachetă către acesta, racheta și-ar fi consumat toată energia doar pentru a ajunge la altitudinea la care s-ar fi aflat SR-71, nemaiavând suficientă energie și pentru executarea manevre de interceptare. Simpla accelerare, era de obicei suficientă pentru a scăpa de o rachetă sol-aer (pe parcurs, pentru simplificate vom folosi acronimul SAM-Sol Anti-aerial missile); schimbarea altitudinii, direcției sau a vitezei era, de asemenea, suficienta pentru a face ca radarul sau avionul urmăritor sa piardă încadrarea.
La viteze susținute de peste Mach 3.2, depășea lejer cel mai rapid dintre interceptoarele desfășurate de către URSS, adică MiG-25; de asemenea, MiG-25 nu era capabil de a atinge nici altitudinea la care zbura SR-71.
Un alt motiv al invulnerabilității SR-71 fața de MiG-25  era și primitivismul relativ al computerului de dirijare a focului instalat la bordul avionului sovietic, cât și al celor instalate pe rachetele R-23 sau R-40, acestea  (computerele) nefiind suficient de performante (ținând cont de perioada despre care vorbim, anii 1960–1970, probabil nici softul nu era destul de avansat) încât să calculeze în mod util o soluție de tragere, iar dacă computerul MiG-25-ului ar fi reușit totuși o lansare, cel mai probabil computerul de bord al rachetelor nu ar fi putut genera date în timp util pentru a manevra și realiza o interceptare, în special în modul „head-on” (din față), caz în care avioanele s-ar fi apropiat unul de celalalt cu o viteza combinata de peste 6000 km/h!
Pe parcursul serviciului operațional, nici un SR-71 nu a fost doborât.

### Structura
În general în aviație, utilizarea titanului a avut o utilizare destul de limitată, fapt datorat costurilor implicate; acesta a fost utilizat preponderent în realizarea componentelor expuse celor mai înalte temperaturi, de genul ajutajului reactiv sau bordurilor de atac ale aripilor. În cazul SR-71, structura sa a fost realizată în majoritate din titan, acesta ajungând la o proporție de 85 %, restul fiind realizat din materiale compozite, aluminiu și alte elemente.
Provocările prezentate de utilizarea extensivă a titanului, au determinat  compania Lockheed să dezvolte noi metode de fabricație, metode care odată validate, au fost  mai apoi folosite cu succes în procesul de fabricație al avioanelor din generațiile următoare. De exemplu, Lockheed a descoperit că pentru spălarea titanului sudat era necesară apă distilată deoarece clorul prezent în apa normală era coroziv; de asemenea, sculele placate cu cadmiu erau inutilizabile deoarece și utilizarea acestora provoca coroziuni.
Contaminarea metalurgică era una dintre celelalte probleme, la un moment dat, 80 % din componentele realizate din titan au fost refuzate din aceste cauze.
Temperaturile înalte generate în timpul zborului, au făcut necesare un design special cât și tehnici speciale de operare.
Porțiuni semnificative din învelișului aferent părții dinspre interior a aripii, erau striate, nu netede. Inițial, aerodinamicienii s-au împotrivit conceptului, referindu-se în mod disprețuitor la SR-71 că fiind o versiune “Mach 3” a avionului Ford Trimotor, avion realizat în anii ‘20 ai secolului trecut și care, de asemenea, avea înveliș striat.
Temperaturile înalte atinse în timpul zborului, ar fi provocat încrețiri sau deformări ale unui înveliș neted, pe când în cazul unui înveliș striat, acesta s-ar fi extins orizontal și/sau vertical și ar fi determinat o creștere a rezistenței longitudinale.
Ca o ciudățenie, panourile fuselajului au fost realizate în așa manieră încât la sol, îmbinările abia se potriveau, urmând ca formă corectă (și care asigura etanșeitatea și conformitatea) să fie asigurată abia după ce fuselajul se încingea considerabil, acesta extinzându-se câțiva zeci de centimetri. 
Datorită acestui lucru și a lipsei unui sistem de izolare a combustibilului care să facă față modificărilor structurale generate de temperaturile extreme, SR-71 obișnuia să piardă combustibil cât timp se află la sol în etapele premergătoare decolării.
Stratul exterior al parbrizului a fost realizat din cuarț și a fost îmbinat cu cadrul fuselajul utilizând metoda sudurii cu ultrasunete. Temperatura stratului exterior al parbrizului atingea 316 grade Celsius în timpul misiunii iar la aterizare, temperatura  era încă peste 300 grade Celsius . Răcirea era realizată prin circularea combustibilului pe sub suprafețele realizate din titan ale extensiilor longitudinale (LERX).
Liniile roșii prezente pe unele dintre aparatele SR-71 aveau că scop prevenirea avarierii acelor zone de către tehnicieni. În apropierea centrului fuselajului, panourile curbate ale fuselajului erau subțiri și delicate, nesprijinindu-se în mod direct pe structura internă, elementele de structura fiind în acea zona separate între ele de cel puțin câteva picioare (feet; 1feet=0,33 m).
Cauciucurile utilizate pe Blackbird, produse de către B.F.Goodrich, conțineau în compoziție aluminiu și erau umflate cu azot. Acestea (cauciucurile) costau peste 2300 de dolari și în general, necesitau a fi schimbate după cca. 20 de misiuni. Blackbird ateriza cu o viteză de cca. 310 km pe ora și pentru a putea frână pe o distanță utilă, utiliza o parașută de frânare; pe lângă frânare, parașuta avea că scop și reducerea solicitării cauciucurilor în timpul frânarii.

### Achiziția titanului
Titanul era relativ indisponibil în SUA, de aceea echipa Skunk Works a fost forțată spre a se orienta către alte surse. Din nefericire, majoritatea titanului disponibil se afla în URSS. 
Colonelul Rich Graham, pilot de SR-71, descria astfel procesul de achiziție a titanului: SR-71 era fabricat, în proporție de 92 g, din titan, atât la interior cât și la exterior. La momentul când Lockheed începuse construcția acestui avion, Statele Unite nu prea aveau minereuri de titan - minereuri cunoscute sub numele de rutil. Acest minereu este foarte nisipos și se află doar în câteva părți ale lumii. Cel mai mare furnizor de minereu era URSS, așadar, lucrând cu state din Lumea a Treia sau cu ajutorul operațiunilor clandestine, s-a reușit aducerea în State a minereurilor atât de necesare pentru producția avionului SR-71.

### Forma fuselajului
Primul avion operațional conceput în jurul ideii de invizibilitate radar prin formă și materialele utilizate, SR-71 a avut câteva elemente de design menite a-i reduce semnătura radar. Astfel, chiar dacă avea dimensiuni considerabile iar tehnologia “stealth” era în stare incipientă, semnătura radar a SR-71 era de doar 10 m2. Aplecându-se asupra studiilor timpurii în domeniul tehnologiei invizibilitatii radar, care indicau că o formă cu suprafețe laterale înclinate și aplatizate, ar reflectă o mare parte dintre undele radar în altă direcție decât cea a radarului sursă, inginerii au adăugat design-ului, extensii laterale longitudinale cât și stabilizatoare verticale înclinate, orientate spre interior.

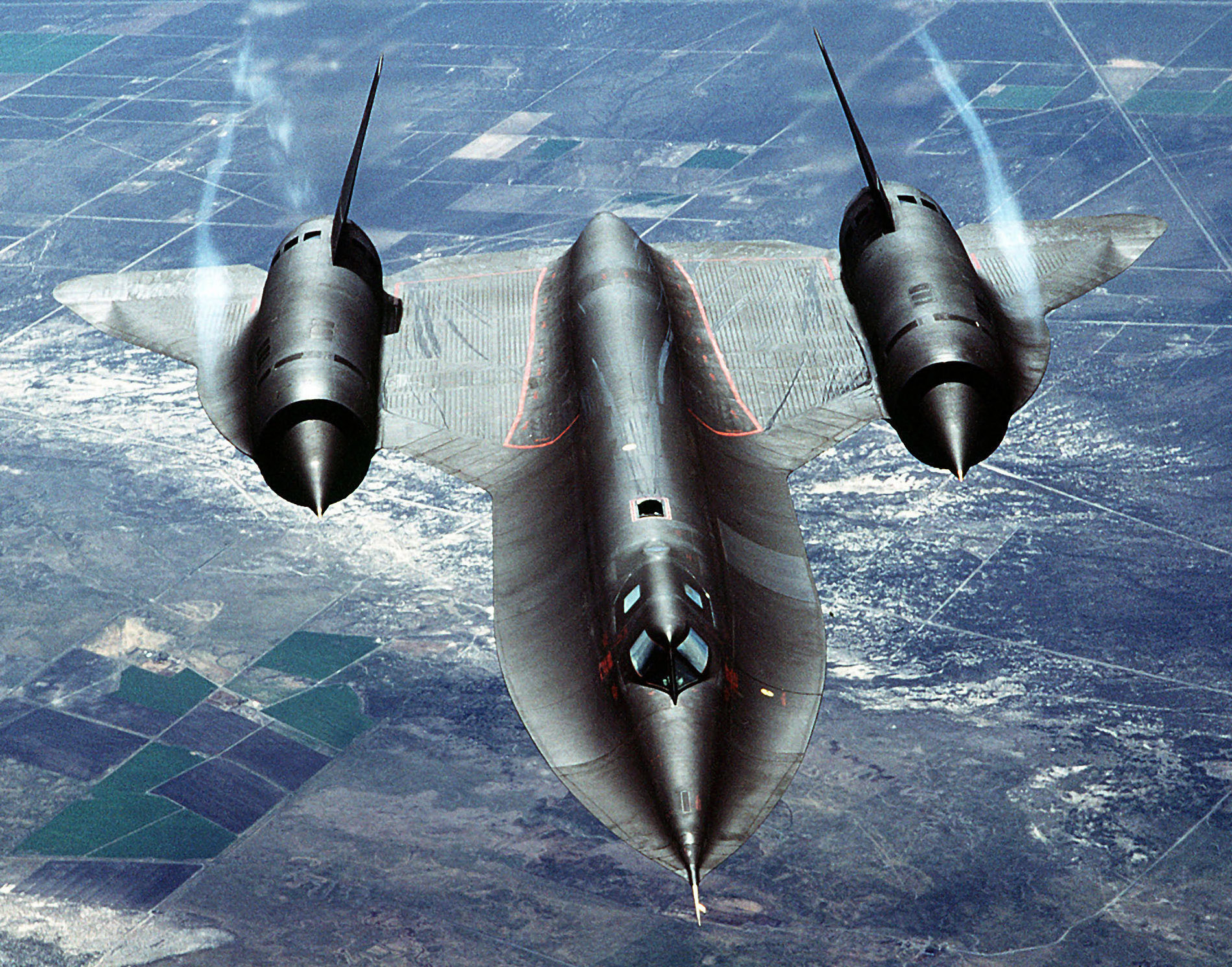
Water vapor is condensed by the low-pressure vortices generated by the chines outboard of each engine inlet.

De asemenea, materiale speciale absorbante radar au fost încorporate, în secțiuni ce aveau marginile zimțuite asemenea dinților de fierăstrău ( concept extrem de reușit ce s-a păstrat și la avioanele de generația a 5-a). Aditivi pe baza de Cesiu au fost adăugați combustibilului, că măsură de reducere a vizibilității jetului reactiv în spectrul radio, deși această nu a îmbunătățit prea mult situația vizibilității optice a jeturilor reactive. Mai târziu, Kelly Johnson a conchis că tehnologia sovietică în domeniul radiodetectiei avansa mai repede decât tehnologia “stealth” desfarurată împotriva-i.
SR-71 avea că și caracteristici distinctive două extensii laterale longitudinale ale fuselajului, începând chiar din “nasul” avionului. Acestea nu făcuseră parte din proiectul timpuriu A-3; Frank Rodgers, doctor aparțînând Institutului de Inginerie Științifică, institut  “de casă” al CIA, a descoperit că secțiunea transversală a unei sfere are o reflexie radar considerabil redusă și a adaptat un fuselaj de formă cilindrică, “întinzând” practic, către exterior, lateralele fuselajului.
După ce un comitet de consultare a selectat design-ul FISH aparțînând companiei Convair în detrimentul design-ului A-3, pe considerente de RCS (radar cross section), Lockhead a adoptat extensiile de tip LERX și le-a implementat în toate design-urile de la A-4 până la A-6.
Aerodinamicienii au descoperit că extensiile longitudinale generau turbioane puternice ce creau portanță adițională, ducând la o îmbunătățire neașteptată a  performanțelor aerodinamice.
Unghiul de incidența al aripilor de tip Delta putea fi redus pentru o mai bună stabilitate și mai puțină rezistență la înaintare la viteze mari, putând de asemenea transporta mase mai mari, de exemplu, combustibil. Viteză de aterizare a fost de asemenea redusă, extensiile longitudinale generând curgere turbionară a fileului de aer peste aripi la unghiuri e atac mari, ceea ce făcea ca avionul să se înfunde mai greu (înfundare= termen tehnic ce reprezintă practic viteză la care avionul nu mai are suficientă portanță și cade necontrolat). De asemenea, extensiile longitudinale acționau și ca un gen de voleți de bord de atac, ceea ce creștea agilitatea aparatului- vezi avioanele F-5, F-16, MiG-29, Su-27, Rafale, etc.
Adăugarea acestor extensii de tip LERX, a eliminat necesitatea utilizării ampenajelor de tip “canard” (ampenaje orizontale montate în zona din față a avionului; acestea întârzie desprinderea stratului limită la unghiuri de atac mari).

### Prizele de admisie ale motoarelor

Operation of the air inlets and air flow patterns through the J58

Prizele de admisie au permis avionului SR-71 să zboare în regim de croazieră cu viteze de peste Mach 3.2, în timp ce curentul de aer ce intră în motor rămânea la viteze subsonice. Mach 3.2 a fost viteză de design a acestui avion, în general această fiind și cea mai eficientă viteză; totuși, în practică, uneori SR-71 s-a dovedit mai eficient la viteze chiar mai mari decât Mach 3.2, lucru ce depindea de temperatura aerului- eficientă măsurată ca și cantitate de combustibil consumat/milă zburată.
De exemplu, în cursul unei misiuni, pilotul Brian Shul a zburat mai rapid decât în mod uzual pentru a evita multiple încercări de interceptare, ca după aterizare să se descopere că acest lucru a dus la scăderea consumului de combustibil.
În față fiecărei prize de admisie, un con mobil (con de admisie) era blocat în poziție de “total înainte” atât la sol cât și la viteze subsonice. Când avionul accelera la viteze de peste Mach 1.6, un șurub director intern mișcă conul spre înapoi pe o distanță de max 66 cm, șurub dirijat de către un computer analogic ce controla conul de admisie și care lua în calcul date primite de la sistemul de Pitot static, tangaj, ruliu, girație și unghi de atac. Mutând conul, se mută și poziția conului undei de șoc până când acesta din urmă, ajungea să atingă pe interior “buza” carenajului prizei de admisie. Această poziție a conului de admisie, făcea ca undă de șoc să se reflecte în mod repetat între mijlocul corpului conului de admisie și partea interioară a carenajului prizei de admisie, reducând la minim pierderea în stratul limită, lucru care reprezintă și cauza  rezistenței la înaintare cauzată de pierderea în stratul limită. Aerul era astfel încetinit, ultimul con de șoc având loc la intrarea în dispersorul subsonic.
În aval de acest ultim con de șoc, aerul devenea subsonic. Mai departe, era din nou decelerat în tubul divergent, cu scopul de a-i conferi viteză necesară înainte de a intră în compresor. Capturarea în interiorul prizei de admisie a undei de șoc generate de avion, se numea “” (?). Tuburi de drenare și ușițe de deviere au fost concepute și instalate în interiorul conului și a carenajului prizei de admisie, cu scopul de a manevră o parte din presiune și pentru a determina poziția conului de șoc final, așa încât zona prizei de admisie să rămână “pornită” (termen tehnic dificil de tradus în română, rămâne de rectificat).

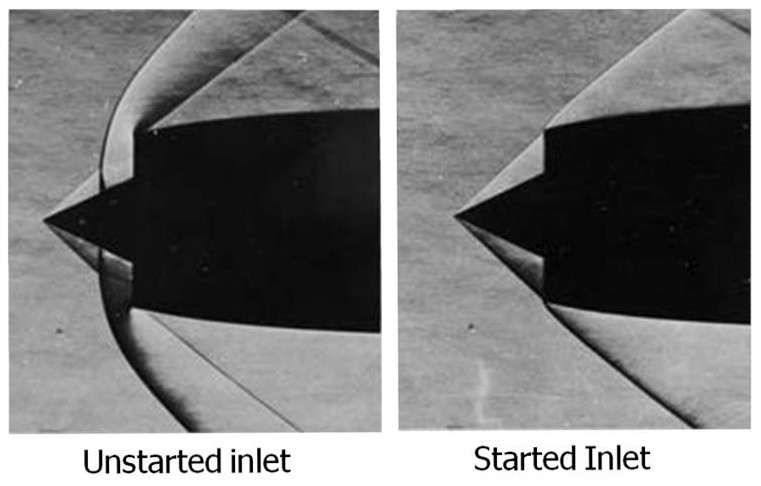
Schlieren flow visualization at unstart of axisymmetric inlet at Mach 2

În primii ani de exploatare, computerul analogic nu făcea față întotdeauna schimbărilor rapide ale parametrilor mediului de zbor. Dacă presiunea internă devenea prea mare iar poziția conului de admisie era incorectă, undă de șoc impacta puternic partea frontală a prizei de admisie, fenomen numit “admisie nepornita”. În timpul acestor “neporniri”, stingerea frontului de flacăra era un lucru comun.
Tracțiunea asimetrică a motorului rămas funcțional, cauza o girație puternică pe o parte. SAS (?), autopilotul și manevrele generate manual luptau cu girația, dar de obicei, unghiul extrem de deviație laterală reducea curgerea aerului în motorul opus (cel funcțional) și stimula înfundarea acestuia (termen tehnic asemănător oarecum cu înfundarea aripii), fenomen numit “înfundare solidară”. Acest lucru genera un fenomen rapid de contra-girație, de obicei acompaniat de puternice pocnituri zgomotoase și de un zbor zdruncinat în timpul căruia echipajul adeseori loveau cu căștile cadrul carlingei. Un răspuns la o singură “nepornire” era să se “neporneasca” ambele admisii pentru a preveni girația, ca mai apoi ambele admisii să fie “repornite”. 
În anii următori, Lockheed a instalat un sistem electronic de detecție a condițiilor de “nepornire” și care să efectueze resetarea fără că intervenția pilotului să mai fie necesară.
Începând cu 1980, computerul analogic de control al admisiei a fost înlocuit de unul electronic, fapt ce a dus la reducerea evenimentelor de acest gen.

### Motoarele

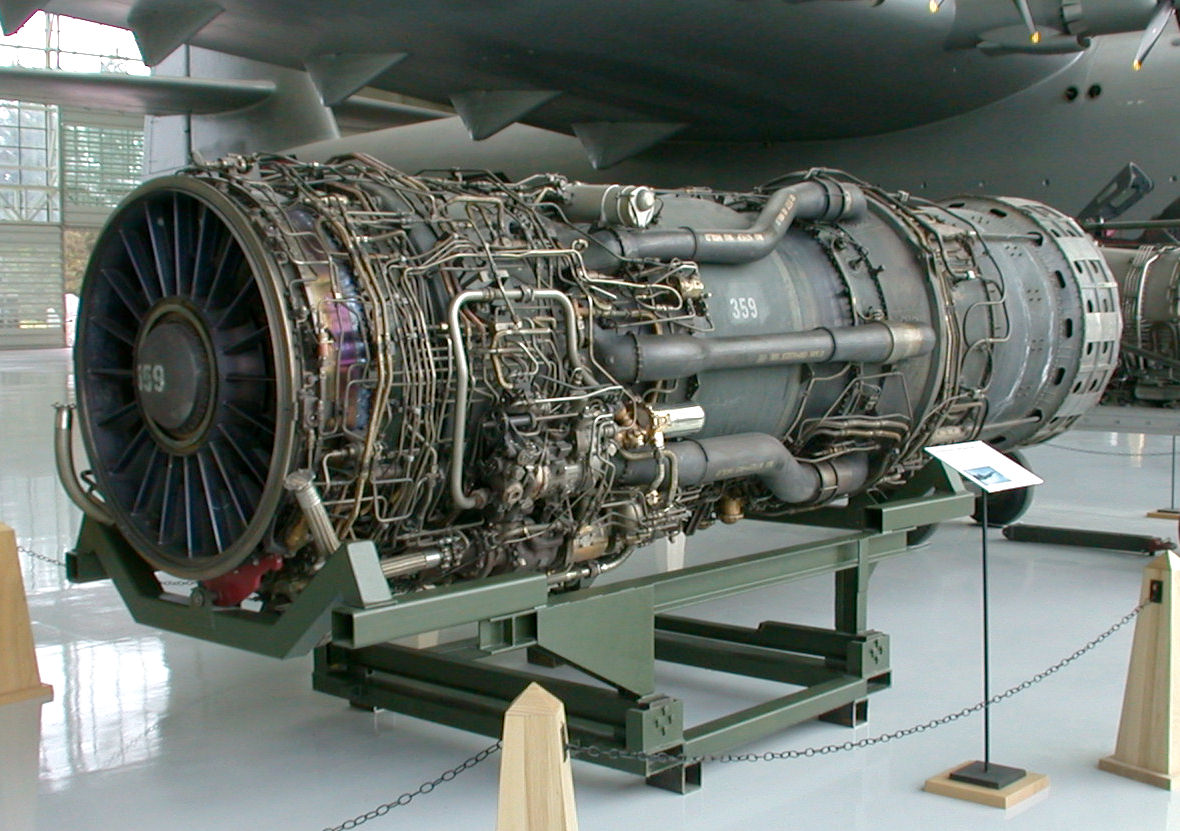
A Pratt & Whitney J58 (JT11D-20) engine on open display

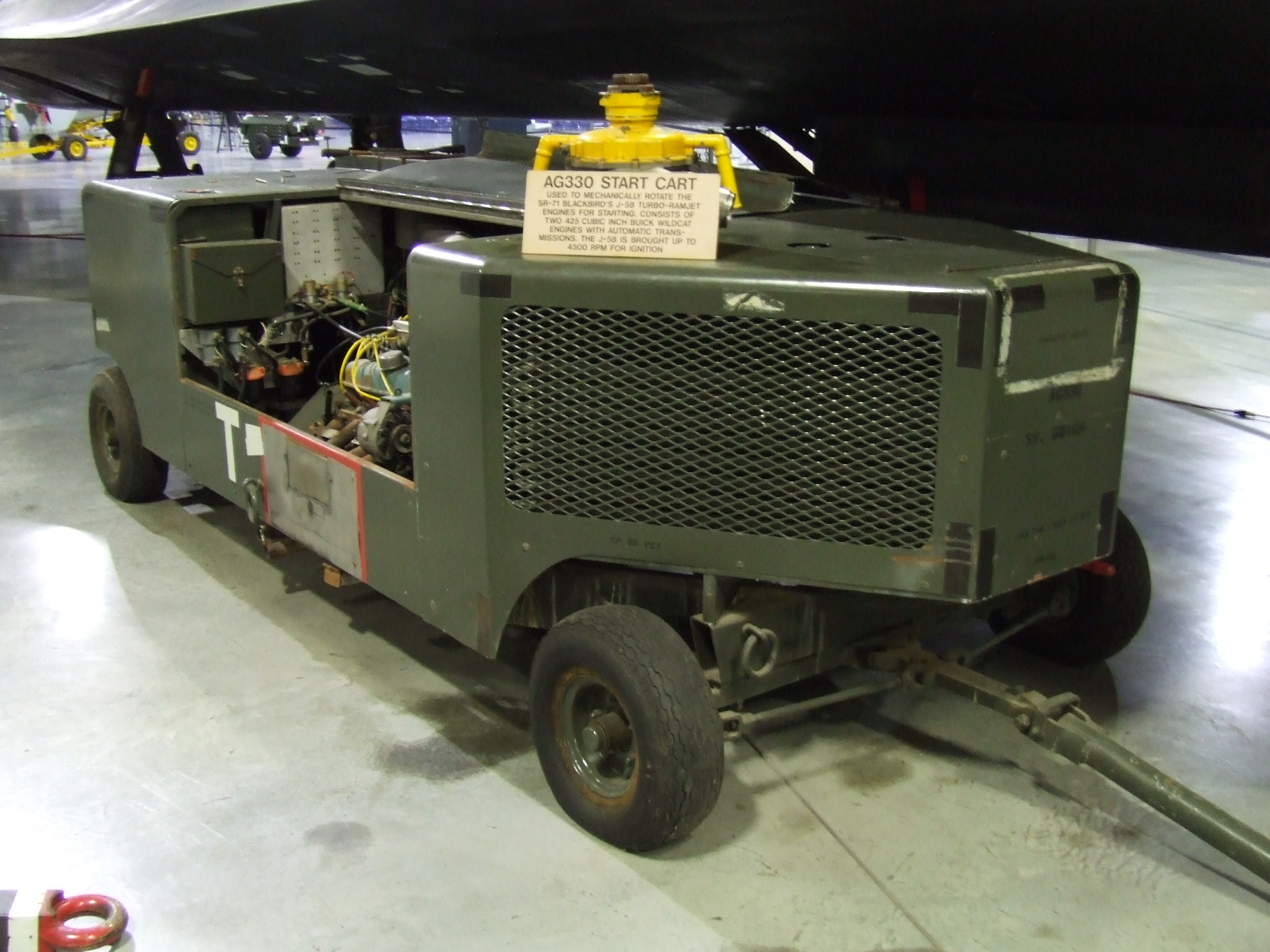
A preserved AG330 start cart

SR-71 a fost echipat cu două motoare Pratt & Whitney J58 (indicativul dat de către companie era JT11D-20), un tip de turboreactor cu curgere axială. În epocă, motorul J58 reprezenta o inovație considerabilă, capabil să producă 145 kN forță în regim static; eficientă maximă a motorului era atinsă la viteze apropiate de 3.2 Mach, viteză tipică de croazieră a aparatului Blackbird. La viteze mai mici, motorul turbojet furniza cea mai mare parte a forței de împingere,  însă la viteze mari, postcombustia era cea care domină (clarificare- de fapt, acest tip de motor era un hibrid, clasificat de către unii specialiști ca fiind un turboscramjet, adică turbostatoreactor, un hibrid între turbo și statoreactor; la viteze mari, există un flux secundar care permitea aerului să treacă direct din zona compresorului, în fluxul postcombustiei, fără a mai trece prin camera de ardere, comportament oarecum similar motoarelor de tip statoreactor).
Aerul era inițial comprimat și încălzit de către conul de admisie (fenomen aerodinamic) și apoi dirijat prin tubul eductor către zona de compresie mecanică, unde compresoarele continuau procesul de comprimare și încălzire a aerului. O parte din aerul din zona de compresie era prelevat (20 % aer deviat însă doar 8 % ajungea direct în postcombustie, restul era utilizat pentru răcire) după treaptă a 4-a compresorului și deviat direct către zona de postcombustie prin 6 conducte de deviere.
Aerul care trecea prin motor, era mai departe comprimat de cele 5 trepte de compresor rămase, apoi acesta era amestecat cu combustibil în camera de ardere. După ce trecea prin turbină și zona de evacuare, împreună cu aerul deviat din compresor, ajungea în zona de postcombustie. 
În jurul vitezei de Mach 3, temperatura aerului creștea în zona conului de admisie și combinată cu creșterea temperaturii din zona compresorului, făcea că fluxul de combustibil livrat către injectoare să scadă deoarece în acest timp, temperatura limita a turbinei rămânea neschimbată. Astfel, zona turbo producea mai puțină forță, dar încă suficientă cât să funcționeze la 100 % din turații, menținând astfel un flux constant de aer prin motor; în aceste condiții, partea turbo a motorului devenea un element de rezistență la înaintare, forță de propulsie la viteze mari fiind furnizată de către postcombustie. 
Viteză maximă de zbor era limitată de către temperatura maximă admisă a aerului care intra în compresor, acesta neputând opera la temperaturi mai mari de 430 de grade Celsius.
Inițial, motoarele J58 ale Blackbird erau pornite cu ajutorul a două motoare cu ardere internă de tip Buik Wildcat V8, montate la exteriorul unui  vehicul, numit AG330 “start cart” (cart de pornire).
Vehiculul de pornire era poziționat sub motorul J58 iar cele două motoare Buik furnizau putere către un singur arbore vertical conectat la motorul J58, roting angrenajul turbo al acestuia la peste 3200 RPM (rotații pe minut), moment în care turboreactorul capătă sufienta putere pentru a-și susține de unul singur rotatia.
Din moment ce motorul J58 era pornit, vehiculul de pornire era poziționat sub celălalt motor, iar procedura de pornire se relua.
Modele mai târzii de vehicule de pornire utilizau un singur motor V8, model Chevrolet. Eventual, un sistem pneumatic de pornire, mai silențios, a fost dezvoltat pentru a fi utilizat pe bazele de operare; vehiculele de pornire rămâneau astfel disponibile pentru bazele unde sistemul pneumatic nu era disponibil.

### Combustibil

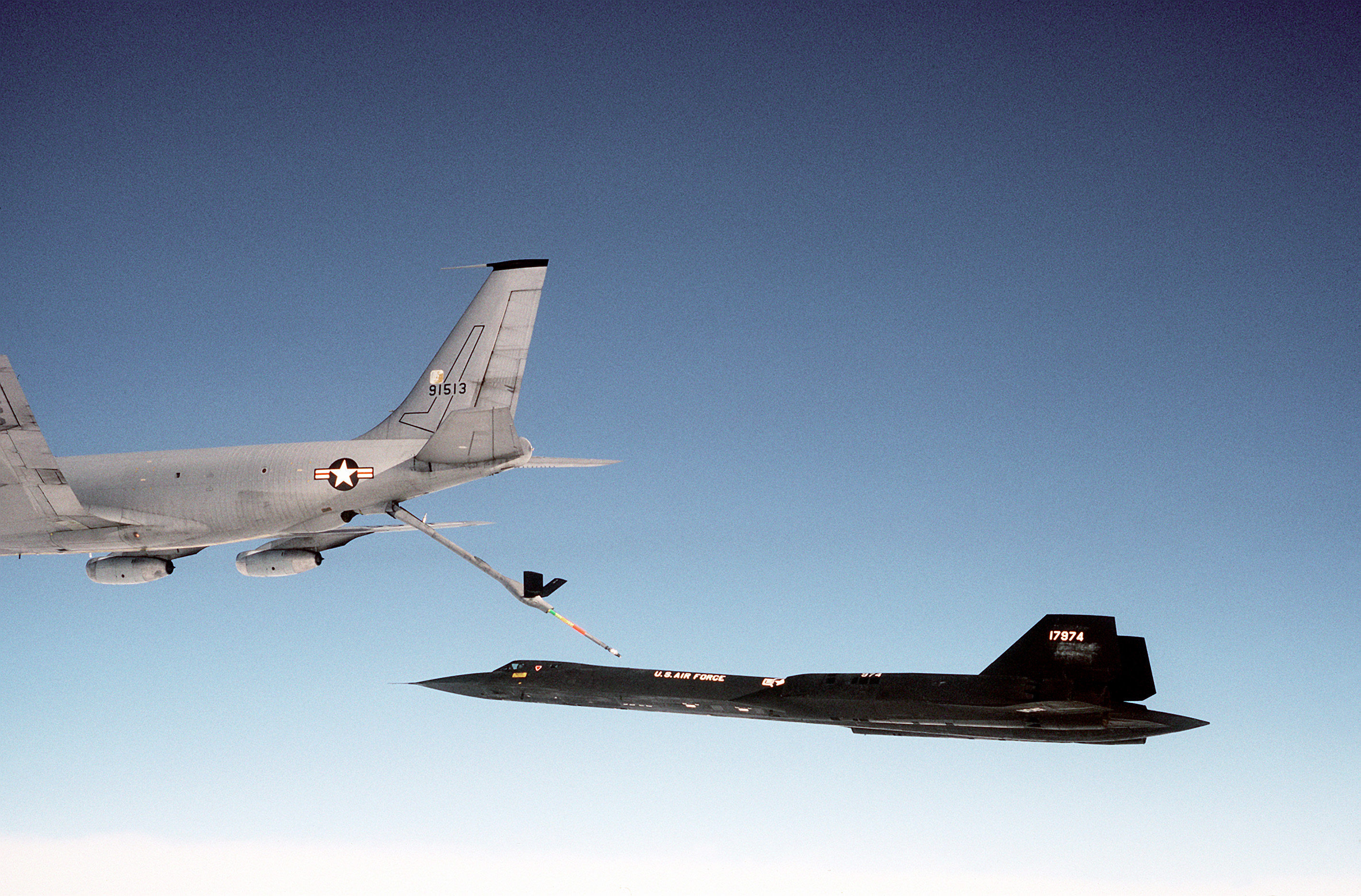
An SR-71 refueling from a KC-135Q Stratotanker during a flight in 1983

Pe parcursul dezvoltării avionului SR-71, diverse tipuri „exotice” de combustibil au fost dezvoltate și testate. Dezvoltarea a început cu un motor care funcționa pe baza unui combustibil compus din mâl de cărbune, dar Johnson a determinat că particulele de cărbune deteriorau componente importante ale motorului.
Cercetări s-au efectuat și asupra unui motor care să funcționeze cu hidrogen lichid, dar s-a dovedit că rezervoarele criogenice de stocare a hidrogenului, nu puteau fi aduse la dimensiuni rezonabile. 
În practică, Blackbird utilizează mult mai convenționalul JP-7, combustibil care însă era greu de aprins. Ca motoarele să poată fi pornite, un compus chimic numit „trietilboran” (TEB), compus ce se aprindea la simplul contact cu aerul, era injectat în camera de ardere că să producă temperaturi suficient de ridicate că JP-7 să poată fi aprins.
Trietilboranul producea o flama verde caracteristică, care deseori putea fi observată în timpul pornirii motorului.
În timpul unei misiuni tipice, SR-71 obișnuia să decoleze doar cu o mică parte din combustibil, reducând astfel solicitarea roților în timpul decolării dar asigurându-se totuși că există suficient combustibil astfel încât dacă un motor se defectează, decolarea să poată fi totuși efectuată. De aceea, avioanele SR-71 erau alimentate în aer, imediat după decolare. SR-71, necesita de asemenea a fi realimentat în zbor în timpul misiunilor de lungă durata; zborul supersonic dura nu mai mult de 90 de minute, pilotul fiind obligat ca în acest timp să găsească o cisternă zburătoare, altfel rămânea fără combustibil.
Pentru realimentare în zbor, era nevoie de cisterne zburătoare specializate de tipul KC-135Q. KC-135Q avea un dispozitiv de realimentare (în esență, o conductă telescopică stabilizată de doua aripioare) adaptat vitezelor înalte, dispozitiv ce permitea realimentarea avionul Blackbird la viteză aproape maximă a cisternei zburătoare, însă cu efect de flutter minim.
Ca ajutor adus pilotului în timpul realimentării în zbor, carlinga a fost echipată cu un dispozitiv de vedere periferică de proiecție a orizontului (PVHD). Acest dispozitiv atipic, proiecta peste aparatele de bord o linie a orizontului artificial abia vizibilă, în partea de sus a acestora (în câmpul vizual al pilotului), dându-i pilotului indicii despre poziția aparatului.

### Sistem de navigație astro-inerțial
Blackbird avea nevoie de date precise pentru navigație: corectitudinea rutei, orientarea senzorilor și urmărirea țintei. Sistemul GPS era de abia în faza de cercetare inițială pe atunci.
Nortronics, divizia de electronică a lui Northrop, a lucrat la asemenea siteme astro-inerțiale, printre altele pentru racheta de croazieră intercontinentală Snark. Cu această experiență, Nortronics a dezvoltat Sistemul de Navigație Astro-Inerțială pentru racheta AGM-87 Skybolt, care urma să fie lansată de bombardiere B-52H. Când proiectul Skybolt a fost anulat în decembrie 1962, datele acumulate au permis Nortronics să le adapteze pentru programul Blackbird. Sistemul a fost numit NAS-14 și/ori NAS-21.
Alinierea principală a sistemului era efectuată la sol și dura ceva timp, dar astfel componentele inerțiale erau aduse la un nivel înalt de precizie pentru misiune. Un subsitem de urmărire a stelelor, care putea să detecteze stelele zi și noapte, avea să urmărească continuu stelele selectate din baza de date digitală a avionului imediat ce poziția constant schimbătoare a avionului avea să le aducă în câmpul vizual. Inițial a fost echipat cu date despre 56 de stele, sistemul avea să corecteze erorile de orientare inerțială cu repere stelare. Precizia care rezulta avea să limiteze erorile accelerometrului. 
Mai târziu au fost dezvoltate alinierie rapide la sol și de pornire în timpului zborului. Datele care erau transmise sistemelor de bord și de control al zborului includ o cutie neagră care înregistra datele zborul, pilotarea automată prin navigație între reperele terestre stocate în baza de date, orientarea automată a camerelor și detectarea optică sau cu radarul lateral a punctelor fixe (aceste date erau stocate prin bandă magnetică în avion înainte de decolare). 
Sistemul de navigație era situat în spatele copilotului și urmărea stelele printr-un geam rotund de cuarț, care se poate observa în fotografiile care arată partea superioară a fuzelajului. Menținerea acestui sistem la temperaturi scăzute la viteze de croazieră de Mach 3.0 era o sarcină deosebit de dificilă, dar pe care inginerii de la Lockheed și Nortronics au rezolvat-o în perioada de teste inițiale ale avionului.

### Senzori și echipamente de detecție

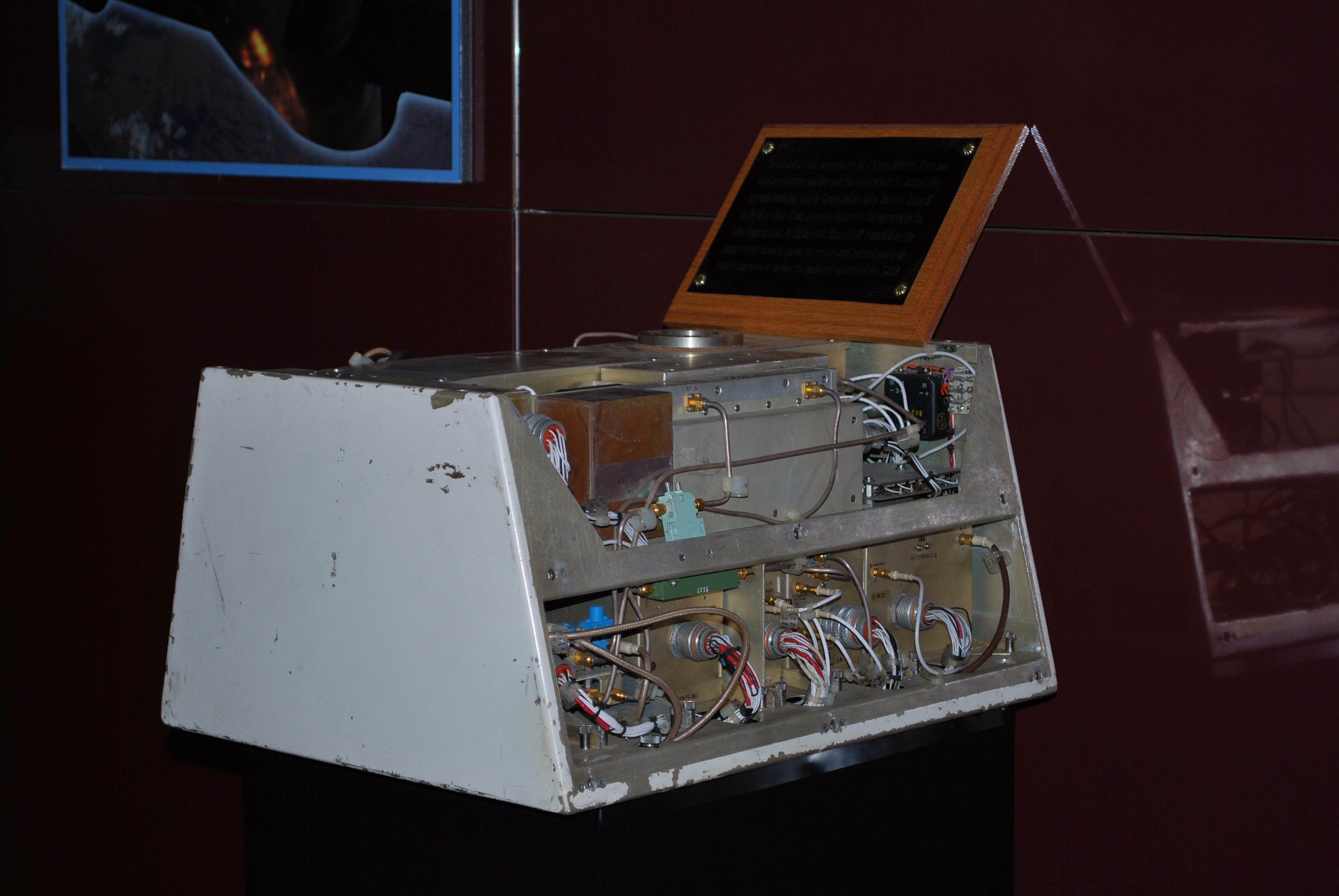
The SR-71 Defensive System B

Dotările standard ale avionului SR-71 includeau sisteme de detecție/urmărire optice și în infraroșu, radar lateral, sisteme defensive pentru contracararea rachetelor dirijate și a avioanelor de lupta și inregistratoare pentru radarul lateral, sistemele ELINT și pentru datele de întreținere generate de sistemele avionului.
SR-71 încorpora o camera optică de urmărire Fairchild și o camera infraroșu de tip HRB Singer, amandoua fiind funcționale pe toată durata misiunii.
Deoarece SR-71 avea o a două carlingă în spatele pilotului, alocată ofițerului de navigație și colectare informații, SR-71 nu putea lua la bord principalul senzor utilizat de A-12, adică o camera cu apertura și profunzime (?) mare, care în A-12 era poziționată în “Locasul Q”, imediat în spatele carlingei.
În loc de aceasta, în cazul SR-71, camerele de supraveghere/detecție puteau fi instalate fie în LERX-uri, fie în secțiunea frontală a fuselajului.
Fotografierea obiectivelor largi (de ordinul km sau zecilor de km) era asigurată de către două camere “Itek’s Operational Objecti” , care furnizau fotografiere stereo pe toată lățimea traiectului de zbor sau o camera “Itek Optical Bar”, care oferea acoperire  continuă de tip “orizont-orizont” (termen ambiguu, vom reveni asupra să).
Pentru a realiza o mai apropiată vizualizare a zonelor țintă, era folosită o camera “HYCON Technical Objective”, care putea fi direcționată 45 de grade stânga/dreapta față de linia de referință. La început, camera TEOC avea o rezoluție inferioară camerei instalate pe A-12, însă îmbunătățirile tehnologice în domeniu au făcut că performanțele TEOC să fie îmbunătățite.
SLAR (radarul cu vedere laterală), construit de către Goodyear Aerospace, putea fi transportat în “botul” amovibil al avionului. În etapele târzii de viață ale SR-71, acest radar a fost înlocuit de radarul avansat cu apertura sintetică, construit de Loral (ASARS-1).
Ambele radare, atât SLAR cât și ASARS-1 erau radare de cartografiere, colectând date pe tronsoane liniare, stânga/dreapta față de linia de referință (centrul avionului) sau concentrându-se pe anumite zone țintă , pentru o rezoluție mai bună.
Sistemele ELINT (colectare semnale electronice cifrate sau nu) de colectare a informațiilor, numite “ Electro Magnetic Reconnaissance System” (realizate de către AIL), puteau fi transportate în locașurile speciale din LERX-uri și puteau analiză câmpurile de semnale electronice prin care trecea avionul și erau preprogramate a identifica elemente de interes.
De-a lungul perioadei operaționale, Blackbird a utilizat o varietate mare de contramăsuri electronice, incluzând aici sisteme de avertizare și bruiaj activ realizate de diverse companii, acestea (sistemele electronice) fiind denumite “Sistemele A, A2, A2C, C, C2, E, G, H și M”.
Într-o misiune specifică, avionul SR-71 transporta câteva astfel de exhipamente de detecție/bruiaj, ca protecție în față amenințărilor multiple. Maiorul Jerry Crew, un ofițer de navigație, mărturisise către Air & Space/Smithsonian că la un moment dat utilizase un echipament de bruiaj, încercând să “amețească” bateriile antiaeriene de rachete în timp ce acestea urmăreau avionul cu care zbura, dar îndată ce avertizorul de amenințări i-a transmis că o rachetă a fost lansată, el a închis imediat echipamentul de bruiaj pentru a preveni ca racheta să se fixeze pe semnalul emis de acesta.
După aterizare, bineînțeles, informațiile colectate de către sistemele optice sau electronice, erau descărcate și analizate. În anii târzii ai perioadei operaționale, un sistem de transmitere date în timp real (datalink) putea transmite date înregistrate de către ASARS-1 sau ELINT, de la distanțe de 3700 km.

### Sisteme de menținere a vieții

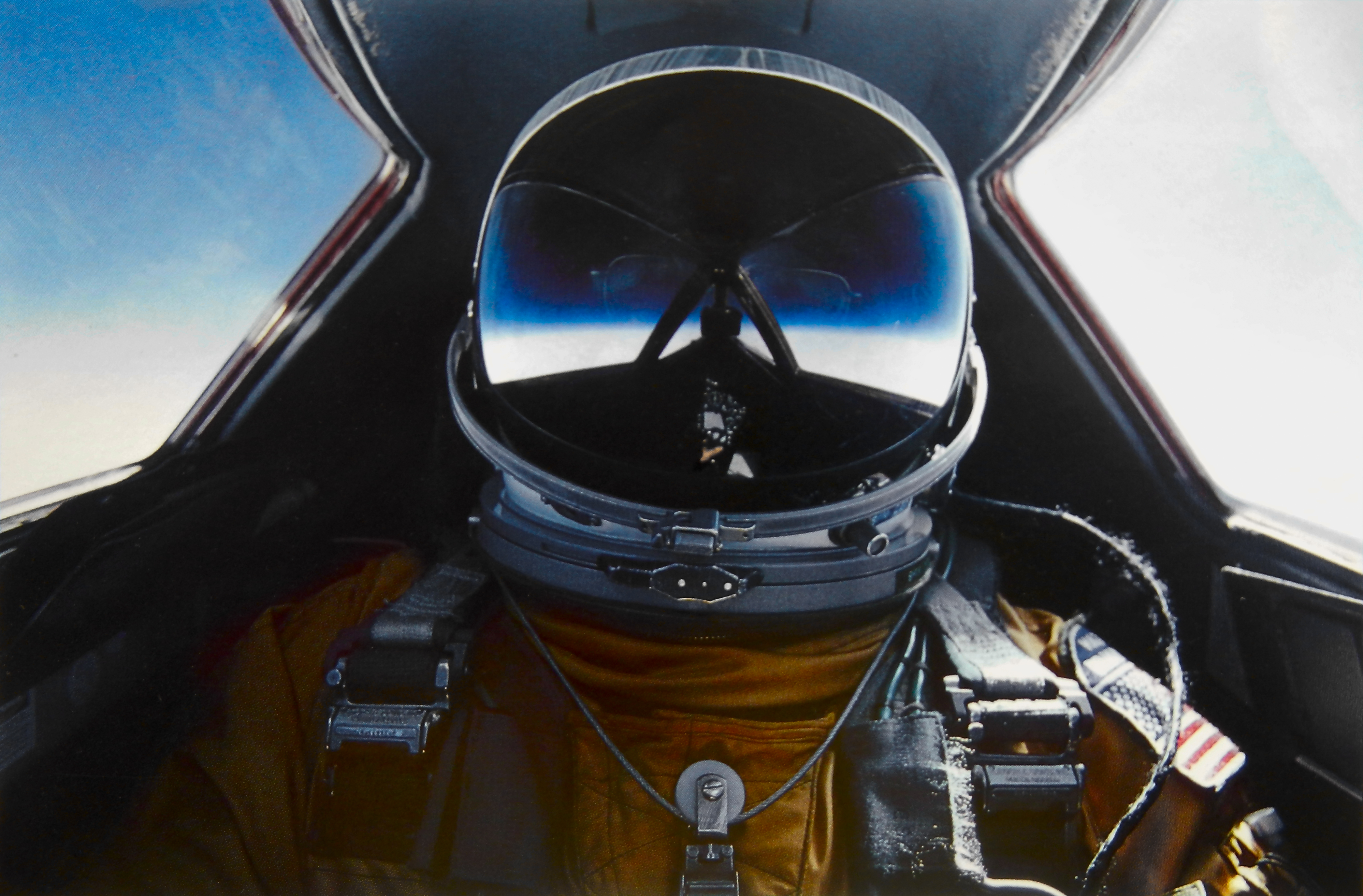
SR-71 pilot in full flight suit

Zburând la 24.000 de metri, însemna că echipajul nu putea utiliza măștile de respirație clasice deoarece acestea nu puteau furniza suficient oxigen la înălțimi de peste 13.000 de metri. De aceea, costume presurizate speciale au fost produse pentru echipajele de zbor de către compania David Clark, pentru toată seria de avioane A-12, YF-12, M-21 și SR-71.
Mergând mai departe, o catapultare la Mach 3.2 ar fi expus echipajele la temperaturi (și presiuni) mari, de cca. 230 °C, de accea, în cazul unei catapultari la altitudine înalta, o sursă de oxigen portabilă ar fi ținut costumul presurizat pe toată durata coborârii.

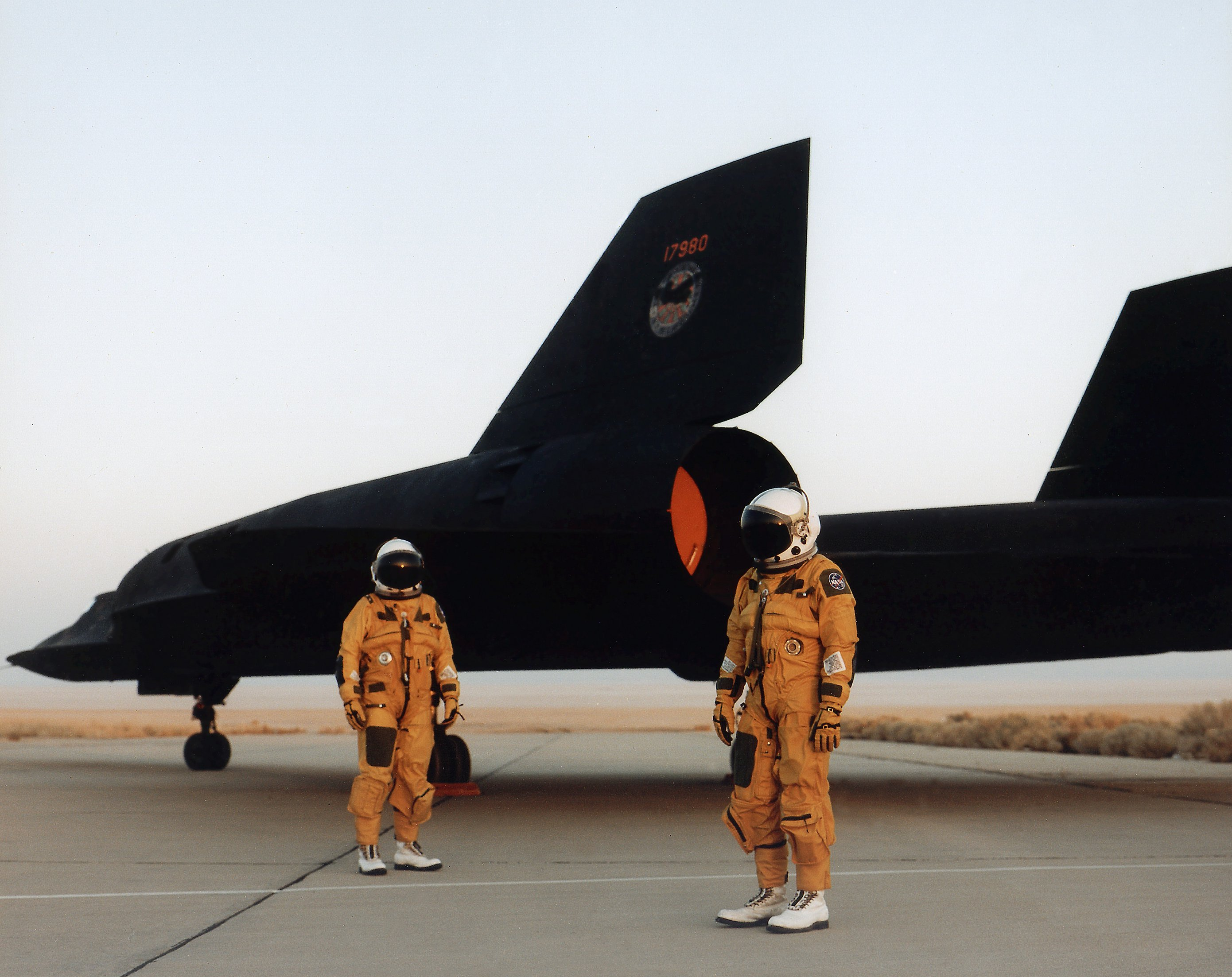
SR-71 crew members in pressurised fligh suits

În timpul zborului, carlinga putea fi presurizată la altitudini (echivalente) de 3000 m sau 8000 m.
Deoarece în timpul croazierei la Mach 3.2, suprafețele exterioare se încingeau la peste  260 °C, iar partea interioară a parbrizului la aprox. 120 °C, a fost necesară instalarea unui sistem de răcire puternic care să facă față temperaturilor ridicate.
Sistemul de aer condiționat utiliza un schimbător de căldură pentru a transferă căldură din carlingă în combustibilul avionului, înainte de a fi injectat în camera de ardere. Același sistem de aer condiționat menținea temperatura din locașul trenului de aterizare frontal, eliminând astfel necesitatea unor cauciucuri speciale impregnate cu aluminiu, similare celor de la trenul principal de aterizare.
Piloților și ofițerilor de misiune care zburau pe Blackbird, li se furnizau băuturi și mâncare cât să le ajungă pentru toată durata misiunii. Sticlele de apă conțineau paie lungi, pe care piloții le ghidau spre o deschizătura specială din cască cu ajutorul unei oglinzi. Hrană era stocată în niște recipiente similare tubului pastei de dinți, recipient care livrau hrană tot printr-o deschizătura a căștii.

## Serviciul operațional

### Perioada principală
Primul zbor al avionului SR-71 a avut loc la 22 decembrie 1964, la Fabrica 42 din Palmdale, California, SUA, aparțînând USAF.
În timpul zborului test, SR-71 a atins o viteză de 3.4 Mach. 
Primul avion care avea să între în serviciu, a fost livrat către Baza Aeriană Beale, California și aparținea Diviziei de Recunoaștere Strategică 4200 (mai târziu a 9-a).
SR-71 a ajuns pentru prima dată la baza operațională Kadena a Diviziei a 9-a, din Okinawa, la dată de 8 martie 1968. Aceste desfășurări au fost cunoscute sub numele de cod de “ Glowing Heat” (Căldură Strălucitoare), în timp ce programul ca un întreg, a fost cunoscut sub numele de cod “Senior Crown” (Coroana Seniorului- in engleză, aceasta denumire este data elevilor sau studenților aflați in ani terminali). Misiunile de recunoaștere deasupra Vietnamului de Nord erau cunoscute sub numele de cod “Giant Scale” ( Dimensiune uriașă). La dată de 21 martie 1968, maiorul (mai târziu general) Jerome F. O’Malley și maiorul Edward D. Payne au efectuat prima ieșire operațională a avionului SR-71-avion cu număr de serie 61-7976- decoland de la baza aeriană Kadena, Okinawa, baza aparțînând Forțelor Aeriene.
În întreagă să carieră, acest avion (976) a acumulat 2981 ore de zbor și a efectuat un total de 942 de ieșiri (mai multe decât oricare alt avion SR-71), incluzând 257 misiuni operaționale efectuate de pe baza aeriană Beale, Palmdale, California; Baza Aeriană Kadena, Okinawa, Japonia și Baza RAF (Royal Air Force-Forțele Aeriene Regale) Mildenhall, Marea Britanie. 
În martie 1990, acest avion a realizat ultimul său zbor către Muzeul Național al USAF de lângă Dayton, Ohio.
Forțele Aeriene SUA puteau efectua zboruri cu avioane individuale SR-71, în medie, o dată pe săptămâna din cauza perioadei mari de rotație după fiecare misiune. Adeseori, se întâmplă că un avion să se întoarcă din misiune cu nituri lipsa, panouri delaminate, sau componente crăpate (de exemplu, carenajele prizelor de admisie) care necesitau reparații sau a fi schimbate. Au fost cazuri când unele avioane nu au fost disponibile pentru o întreagă lună din cauza reparațiile necesitate.
Rob Vermeland, directorul Programului de Dezvoltare Avansată, aparțînând companiei Lockheed Martin, spunea într-un interviu, că operațiunile cu un tempo ridicat nu era un scenariu realistic în cazul SR-71: “ Dacă aveam unul (avion) în hangar și șefului de echipaj i se spusese că o misiune este planificată pentru a fi executată imediat, abia peste 19 ore avionul era gata și sigur pentru decolare”.
Chiar de la începutul misiunilor de recunoaștere deasupra teritoriului inamic efectuate de către Blackbird (Vietnamul de Nord, Laos) în 1968, SR-71 zbura în medie, pe săptămâna, doar un zbor, asta întâmplându-se timp de doi ani.
În anul 1979, deja se reușeau 2 ieșiri pe săptămână per avion, iar în 1972 se reușise chiar performanță de o ieșire pe zi per avion. Două SR-71 au fost pierdute în timpul acestor misiuni, unul în 1970 și unul în 1972, ambele datorită funcționarii defectuoase.
De-a lungul perioadei cât SR-71 a efectuat misiuni de recunoaștere deasupra Vietnamului de Nord, nord vietnamezii au lansat aproximatix 800 de rachete ( SA-2 Guideline ) spre SR-71, nici una dintre ele atingandu-și țintă.
În timpul cât au fost deplasați la Okinawa, SR-71 și membrii echipajor și-au primit porecla de Habu (la fel că și precedentul echipaj A-12) după o viperă indigenă din Japonia, cu care, spuneau localnicii, SR-71 ar fi semănat.
Elemente operaționale importante ale întregii familii Blackbird (YF-21, A-12 și SR-71) la nivelul anului 1990:
- 3,551 ieșiri în misiune
- 17,300 număr total de ieșiri
- 11,008 număr de ore acumulate în misiuni
- 53,490 totalul orelor de zbor
- 2,752 ore acumulate zburând cu Mach 3 (în misiuni)
- 11,675 ore zburând cu Mach 3 (total)

Doar un singur membru de echipaj, Jim Zwayer, specialist al Lockheed în sisteme de navigație și testare în zboruri de recunoaștere, a murit într-un accident de zbor; restul echipajelor periclitate s-au catapultat în siguranță sau au evacuat avionul cât încă erau la sol.

### Zborurile în Europa
Operațiunile din Europa aveau ca origine Mildenhall, Anglia. Existau două rute: Una de-a lungul coastei vestice Norvegiene până la peninsula Kola, unde existau câteva baze navale mari ale Flotei Nordului aparțînând Uniunii Sovietice. În decursul anilor au existat câteva aterizări de urgență în Norvegia, patru în Bodo, două dintre ele în 1981 și 1985. Echipe de salvare erau trimise să repare avioanele înainte că avioanele să părăsească teritoriul norvegian. Într-un caz, a fost nevoie ca o întreagă aripă împreună cu motorul aferent să fie schimbate, aceasta fiind metoda cea mai simplă de a avea avionul aeronavigabil din nou.
Cealaltă rută, cunoscută și ca “Baltic Express”, pornea din Mildenhall apoi se zbura peste Marea Baltică.
Piloții Forțelor Aeriene Suedeze susțineau ca reușiseră de multiple ori să încadreze avionul SR-71, utilizând radarul de bord, încadrarea făcându-se în rază de acțiune a rachetelor aer-aer.
Iluminarea țintei era menținută în două moduri, fie prin furnizare date de la un radar de sol către computerul de dirijare a focului de pe JA-37 Viggen sau prin dirijare radio de la sol până cand Viggen ajungea în zona desemnată, urmată de o manevră de cabrare a avionului, astfel încât radarul propriu să se fixeze pe țintă (manevră se datora datorită limitărilor radarului ?).
Locul cel mai comun al interceptărilor era în spațiul aerian internațional foarte strâmt dintre Öland și Gotland, spațiu aflat pe traiectul de zbor al SR-71.

### Retragerea inițială din uz
Programul SR-71 a fost terminat datorită politicilor Pentagon-ului și nu datorită faptului că avionul ar fi devenit perimat sau irelevant, sau datorită problemelor tehnice, ori costurilor nesustenabile, deși aceste motive au fost mereu evocate ca justificări pentru decăderea să. În anii ‘70 și începutul anilor ‘80, comandanții de escadron și divizie erau deseori promovați în poziții superioare, ca generali, în structurile interne ale USAF sau Pentagon ( ca să fi fost selectat pentru programul SR-71, mai întâi era necesar ca pilotul și navigatorul să fi fost deja ofițeri de elită în cadrul Forțelor Aeriene, așadar, progresul continuu al membrilor din acest grup elitist nu era o surpriză).
Acești generali, erau adepții împărtășirii către conducerea Forțelor Aeriene sau Congres a valorii/importanței SR-71, deoarece în Congres, celor mai mulți dintre congresmeni le lipseau înțelegerea de baza asupra modului în care SR-71 opera și mai ales utilitatea acestui avion.
Totuși, la mijlocul anilor ‘80 acești generali, foști piloți de SR-71, s-au retras și o nouă generație de generali ai Forțelor Aeriene își dorea să taie din bugetul programului SR-71 și să cheltuie aceste fonduri pe programele noilor bombardiere, în special pe foarte costisitorul B-2 Spirit.
Forțele Aeriene au văzut SR-71 ca o metodă de tocmeală, ca pe un element ce putea fi sacrificat pentru a asigura supraviețuirea altor priorități. De asemenea, “produsul” programului SR-71  care era reprezentat de informații operaționale și strategice, nu era văzut că fiind foarte valoros de către Forțele Aeriene.
Principalii consumatori ai acestor informații erau CIA, NSĂ și DIA.
Un fost comandant al escadronului “1” SRS era convins că dacă SR-71 ar fi fost susținut financiar de către Agenția Centrală de Informații în locul Forțelor Aeriene, programul ar fi supraviețuit cu ușurință.
Neînțelegerea, în esență, a naturii activității de recunoaștere aeriană și o lipsa a cunoștințelor despre SR-71, în mod particular (datorită dezvoltării în secret și datorită operațiunilor) a fost folosită de către detractori pentru a discredita avionul, asigurând  în același timp “publicul țintă” că un “urmaș” al SR-71 se află în etapa de dezvoltare.
Dick Cheney afirmase în fața Comitetului pentru Înzestrare din Senat, că o oră de zbor ar fi costat 85.000 de dolari, în același timp, oponenții estimau că, anual, costurile de operare și suport s-ar fi situat oriunde între 400-700 milioane de dolari, deși costurile reale se situau undeva în jurul cifrei de 300 milioane de dolari.
Deși SR-71 era mult mai capabil decât U-2 în termeni de, rază de acțiune, viteză și supraviețuire în mediu ostil, suferea din cauza lipsei unui sistem “dată link” (sistem transmitere/recepționare date în timp real), pe când U-2 tocmai fusese “îmbunătățit” cu un astfel de sistem. Asta însemna că majoritatea datelor și imaginilor colectate de către SR-71 nu puteau fi utilizate în timp real, ci abia după ce avionul se întorcea la baza.
Această lipsa a capabilităților de transmitere a datelor în timp real era adeseori folosită ca justificare pentru închiderea programului. Încercările de a adauga sistemul “datalink” avionului, au fost împiedicate încă din fașă de către aceleași facțiuni din Pentagon și Congres care erau deja pentru oprirea programului, asta chiar încă de la începutul anilor ‘80.
Aceleași facțiuni au forțat de asemenea echiparea SR-71 cu senzori îmbunătățiți, senzori care au adăugat prea puțin capabilităților avionului, echipări costisitoare care puteau fi folosite ca justificari și nemulțumiri exprimate atunci când venea vorba despre costurile programului.
În 1988, Congresul a fost convins în a aloca 160,000 de dolari pentru a menține 6 aparate SR-71 și un model pentru instrucție în stocare (pentru a fi date la zbor), aparate care puteau deveni aeronavigabile în maxim 60 de zile.
În orice caz, chiar dacă banii au fost alocați, Forțele Aeriene au refuzat a cheltui banii.
Chiar dacă SR-71 supraviețuise încercărilor din 1998 de a-l retrage, parțial datorită abilității neegalate de a furniza, pentru Forțele Navale, o excelentă acoperire (achiziționare de informații) a Peninsulei Kola, decizia de a retrage SR-71 din serviciul activ a fost luată în anul 1989, ultimul zbor de recunoaștere având loc în Octombrie a aceluiași an.
Patru luni după retragerea avionului, generalului Norman Schwarzkopf Jr. i s-a spus că recunoașterea rapidă pe care SR-71 ar fi putut-o furniza, a fost indisponibilă în timpul Operațiunii Furtună în Deșert.
Capabilitățile operaționale de baza ale avionului SR-71 au fost stopate la final de an 1989 (Octombrie 1989). Escadronul “1” SRS și-a ținut piloții activi iar avioanele operaționale, ba chiar au zburat câteva misiuni operaționale de recunoaștere la final de 1989 și început de 1990, totul in mijlocul incertitudinilor asupra momentului în care fondurile s-ar fi terminat.
Escadronul a fost închis la mijlocul anului 1990 iar avioanele au fost distribuite spre expoziție statică în diverse locuri, cu un număr limitat stocat în rezervă.

### Reactivarea
“Din perspectiva operatorului, ceea ce-mi trebuie este ceva care să îmi ofere nu doar o privire limitată în timp, ci ceva care să îmi ofere informații curente asupra a ceea ce se întâmplă. Când noi încercăm să determinăm dacă sârbii mută armament, deplasează tancuri sau artilerie în Bosnia, la acest moment (și cu actualele platforme) noi putem primi doar imagini cu acestea (arme) aglomerate pe partea sârbă a vreunui pod.
Noi, din acel moment, nu mai știm dacă sârbii au început traversarea podului sau nu. Noi avem nevoie de acele date pe care SR-71, U-2 sau de orice alt vehicul  nepilotat ni le-ar putea da, date complementare și nu unele care să înlocuiască ceea ce deja sateliții ne oferă prin abilitatea de a se roti (pe orbită) și a verifica pentru noi nu doar un punct, ci multe alte puncte în jurul lumii. Această reprezintă integrarea capabilităților strategice și ale celor tactice.”
—Răspuns oferit de Amiralul Richard C. Macke către Comisia Senatului a Serviciilor  Armate. 
Datorită neliniștilor create de situațiile politice din Orientul Mijlociu și Coreea de Nord, Congresul SUA a re-examinat avionul SR-71 începând cu anul 1993.
Contraamiralul Thomas F. Hall răspunzând întrebării de ce SR-71 a fost retras, spunea că acesta a fost retras datorită convingerii că, datorită întârzierilor create de pregătirea misiunii, executarea misiunii de recunoaștere, extragerea datelor (din echipamente), procesarea lor și livrarea lor către comandanții din teatrele de operațiuni (traducere intenționat eronată deoarece “field commander” nu are echivalent în limba română, semnificând orice ofițer care ocupă un post de comandă și care poate opera independent pentru o perioada scurtă de timp), crea o situație în care această problema a întârzierilor nu corespundea cerințelor tactice de pe câmpul de lupta modern.
Astfel, s-a conchis că dacă cineva s-ar putea folosi de avansul tehnologiei și ar dezvolt un sistem care să transmită datele în timp real... acest lucru ar fi îndeplinit cerințele speciale ale comandanților tactici.
Hall a declarat că ei (comandanții din Pentagon) erau preocupați de găsirea alternativelor în realizarea misiunilor ( anterior, îndeplinite de către SR-71).
Mackle a spus comitetului că ei “zburau avioane U-2, RC-135 și alte platforme tactice și strategice pentru a colecta informații din anumite zone. Senatorul Robert Byrd și alți senatori, s-au plâns că un avion “mai bun” decât SR-71 încă se așteaptă a fi dezvoltat, și asta la prețul unui avion “suficient de bun”.
Ei și-au susținut părerea conform căreia, în timp de restrangeri bugetare ale Armatei, conceperea, construirea și testarea unui avion cu aceleași capabilități că ale lui SR-71, ar fi imposibilă, darămite unul mai bun...
Dezamăgirea Congresului față de lipa unui înlocuitor potrivit pentru SR-71 a fost menționată deoarece existau motive justificate de a se pune sub semnul întrebării planificatele modernizări ale senzorilor optici ai U-2. 
Oratorii din Congres au afirmat că “experianța nefericită cu SR-71, servește în a ne aminti despre capcanele eșecului de a menține sistemele existente la standarde moderne în speranța achiziționării, cândva, a unor sisteme mai moderne.
S-a agreat că 100 de milioane de dolari să fie alocate pentru intoarcera în serviciu a trei SR-71 dar s-a subliniat faptul că acest lucru nu va prejudicia în nici un fel sprijinul pentru platformele neplilotate cu rază și durată mare de acțiune (de genul aparatului Global Hawk). Mai târziu, fondurile au fost reduse la 72,5 milioane de dolari; divizia Skunk Works a fost capabilă de a readuce în serviciu operațional aceste trei avioane cu costuri ușor inferioare față de bugetul alocat, cheltuind 72 de milioane de dolari.
Colonelul în rezervă, Jay Murphy, a fost numit Directorul de Program, responsabil cu revitalizarea celor 3 avioane. Coloneii în rezervă (ai USAF), Don Emmons și Barry MacKean au fost responsabili de restabilirea structurii necesare pentru operarea și sprijinul logistic necesar avionului SR-71.
Piloților și navigatorilor de SR-71 încă activi din cadrul Forțelor Aeriene, li s-a cerut să se ofere voluntari pentru a zbura pe avioanele re-activate. Avioanele s-au aflat sub controlul și comandă Brigăzii a 9-a de Recunoaștere, staționată la Baza USAF Beale.
Modificări asupra sistemelor au fost efectuate, instalându-se un sistem de transmitere a datelor colectate de către ASAR, într-un timp... “aproape” real.

### Retragerea finală
Reactivarea avionului SR-71 a fost întâmpinată cu multă rezistență: USAF nu a bugetat deloc avionul iar dezvoltatorilor de aeronave fără pilot le-a fost teamă că programele lor vor avea de suferit dacă banii vor fi redirecționați către SR-71.
De asemenea, din moment ce alocarea resurselor financiare necesită confirmare anuală din partea Congresului, planificarea pe termen lung era imposibilă în cazul avionului SR-71. În anul 1996, Forțele Aeriene au afirmat că fondurile specifice nu au fost alocate și au decis să “îngroape” programul. Congresul a autorizat fondurile necesare, dar, în Octombrie 1997, Președintele SUA de atunci, Bill Clinton, a încercat să-și folosească puterea de veto pentru anularea bugetului de 39 milioane de dolari, alocat programului SR-71.
În Iunie 1998, Curtea Supremă din SUA a catalogat (și respins ) acest drept de veto că fiind neconstituțional. Toate aceste lucruri au lăsat statutul lui SR-71 în ceață până în Septembrie 1998, moment în care Forțele Aeriene au cerut ca fondurile (alocate SR-71) să fie redistribuite; Forțele Aeriene au decis în 1998, retragerea permanentă din uz a avionului.
Ultimele două avioane aeronavigabile au fost operate de către NASA până în 1999. Toate celelalte avioane Blackbird au fost trimise către muzee, excepție făcând două SR-71 și câteva drone D-21 păstrate de către Centrul Dryden de Cercetări ale Zborului al NASA (mai târziu redenumit “ Armstrong Flight Research Center”- Centrul Armstrong de Cercetări ale Zborului).

## Cronologie

### 1950-1960
- 24 decembrie 1957: Prima pornire a motorului J58
- 1 mai 1960: Francis Gary Powers a fost doborât deasupra Uniunii Sovietice în timp ce pilota un avion Lockheed U-2
- 13 iunie 1962: Macheta SR-71 examinată de către Forțele Aeriene
- 30 iulie 1962: J58 finalizează testele de dinainte de a fi apt de zbor
- 28 decembrie 1962: Lockheed semnează un contract pentru construirea a șase SR-71
- 25 iulie 1964: Președintele Johnson face public programul SR-71
- 29 octombrie 1964: Prototipul SR-71 (AF Ser. No. 61-7950) este livrat către “ Air Force Plant 42”   la Palmdale, California
- 7 decembrie 1964: Beale AFB, CA, anunțată că fiind baza de operare pentru SR-71
- 22 decembrie 1964: Primul zbor al SR-71, având la manșă pilotul de teste al Lockheed, Robert J "Bob" Gilliland, zbor avut loc la Palmdale
- 21 iulie 1967: Jim Watkins și Dave Dempster efectuează prima ieșire internațională cu SR-71A, AF Ser. No. 61-7972, când Sistemul de Navigație Astro-Inerțial cedează în timpul unei misiuni de antrenament iar ei pătrund, în mod accidental, în spațiul aerian al Mexicului
- 5 februarie 1968: Companiei Lockheed i se ordona distrugerea sculelor și echipamentelor de producție a A-12, YF-12 și SR-71
- 8 martie 1968: Primul SR-71A (AF Ser. No. 61-7978) ajungea la Kadena AB, Okinawa că să înlocuiască avioanele A-12
- 21 martie 1968: Prima misiune operațională a SR-71 (AF Ser. No. 61-7976) deasupra Vietnamului, zburând de pe Kadena
- 29 mai 1968: Sergenul Bill Gornik începe tradiția tăierea cravatelor, tradiție asociată echipajelor  Habu

### 1970-1980
- 3 decembrie 1975: Primul zbor al SR-71A (AF Ser. No. 61-7959) în configurația "big tail"
- 20 aprilie 1976: Încep operațiunile TDY la RAF Mildenhall, United Kingdom cuSR-71A, AF Ser. No. 61-7972
- 27–28 iulie 1976: SR-71A stabilește recorduri de viteză și altitudine (altitudinea în zbor orizontal: 25,929.030 m și viteză pe traseu rectiliniu: 3,529.560 km/h)
- August 1980: Honeywell începe conversia AFICS către DAFICS
- 15 Januarie 1982: SR-71B, AF Ser. No. 61-7956, celebrează cea de-a 1,000-a ieșire (
- 21 aprilie 1989: SR-71, AF Ser. No. 61-7974, este pierdut datorită exploziei unuia dintre motoare după  ce decolase de la Kadena AB, acesta fiind ultimul Blackbird pierdut
- 22 noiembrie 1989: Programul SR-71, aparțînând Forțelor Aeriane ale Statelor Unite, a fost în mod oficial terminat

### Anii ‘90
- 6 martie 1990: Ultimul zbor al SR-71 sub programul Senior Crown, stabilind patru recorduri de viteză în timpul cat s-a aflat în zbor către Institutul Smithsonian
- 25 iulie 1991: SR-71B, AF Ser. No. 61-7956/NASA No. 831 în mod oficial livrat către Centrul Dryden de Cercetări ale Zborului, NASA, la Edwards AFB, California
- Octombrie 1991: Inginerul NASA  Marta Bohn-Meyer devine prima femeie membru al unui echipaj  SR-71
- 28 septembrie 1994: Congresul votează alocarea a  $100 milioane pentru reactivarea a trei avioane SR-71
- 28 iunie 1995: Primul avion SR-71 reactivat, se întoarce în cadrul Detasamentului al 2-lea, USAF.
- 9 octombrie 1999: Ultimul zbor al SR-71 (AF Ser. No. 61-7980/NASA 844)

### Recorduri

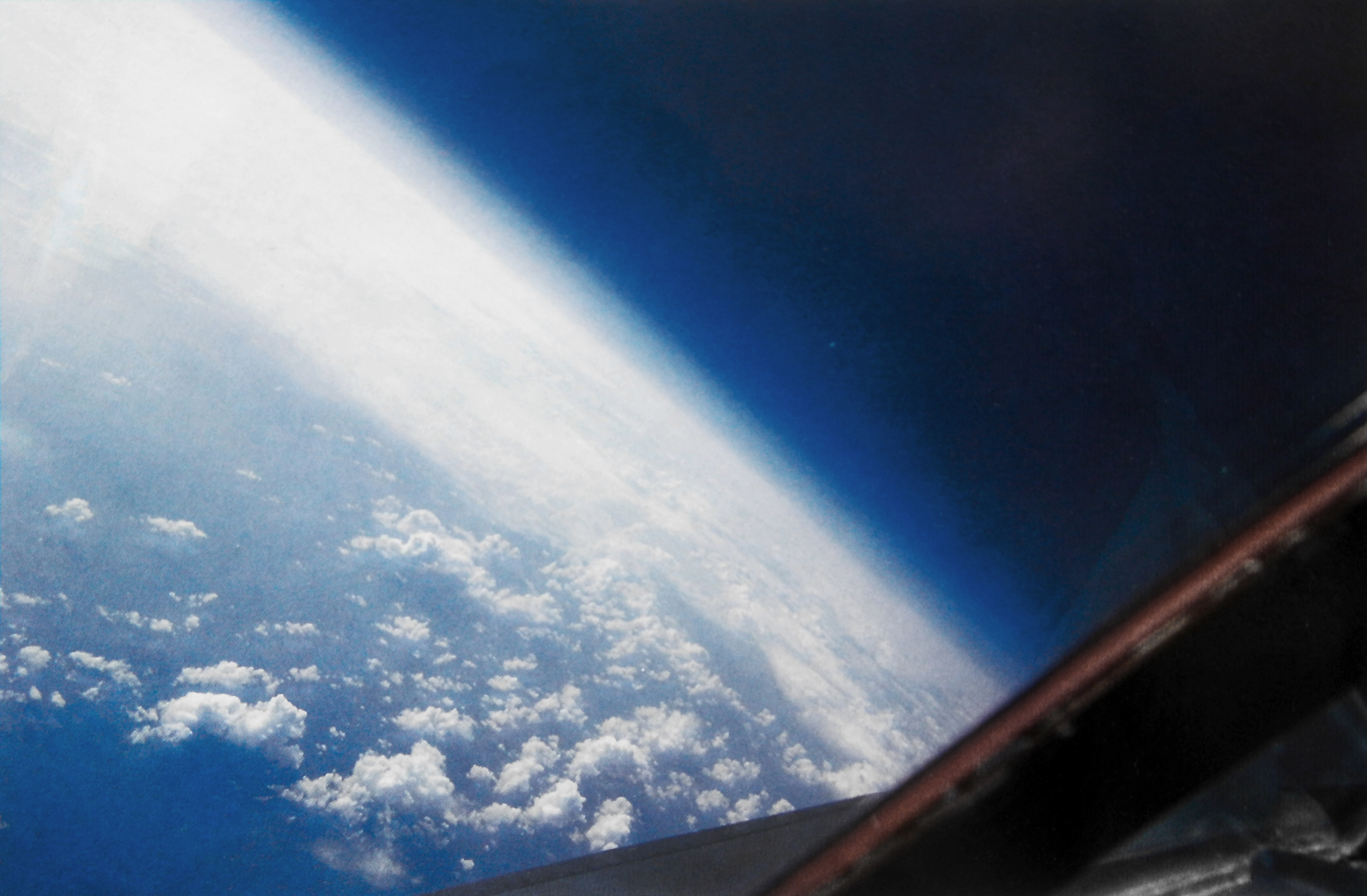
View from the cockpit at 83000 ft over the Atlantic Ocean

Avionul SR-71 a fost avionul cel mai rapid și cu cea mai mare altitudine de operare de-a lungul întregii sale cariere.   Pe dată de 28 Julie 1976, SR-71 cu numărul de serie 61-7962, pilotat de, pe atunci, căpitanul Robert Helt, a spart un record mondial: recordul de „cea mai mare altitudine” măsurat că fiind de  25,929 m. Câteva avioane au depășit această altitudine în ascensiuni de scurtă durata însă nici unul în zbor susținut. În aceeași zi, SR-71 cu număr de serie 61-7958 a stabilit recordul de viteză absolut de 3529,6 km/h, aproximativ Mach 3.3.
Pilotul de SR-71, Brian Shul, declara în cartea sa “Intangibilii” că el zburase cu o viteză mai mare de Mach 3.5 pe dată de 15 aprilie 1986, deasupra Libiei, pentru a evita o rachetă antiaeriană.
SR-71 deține și recordul de zbor “pe traseu recunoscut”, record obținut pe traseul New York- Londra (5570,9 km) zburând cu o viteză de 2908,027 km/h, cu un timp de zbor cronometrat că fiind de o ora, 54 de minute și 56,4 secunde-record obținut la dată de 1 septembrie 1974, în timp ce la manșă erau pilotul Forțelor Aeriene, James V. Sullivan și navigatorul Noel F. Widdifield. Viteză calculată pentru întregul parcurs a fost de 2,72 Mach, incluzând decelerarea pentru alimentarea în zbor efectuată. Viteză atinsă de Peak în timpul zborului a fost cel mai probabil una apropiată de Mach 3.2, viteză conformă celei desecretizate în mod oficial. Pentru comparație, cel mai bun timp al lui Concorde realizat pe același traseu, era de 2 ore și 52 de minute iar cel realizat de Boeing 747, era de 6 ore și 15 minute.
La dată de 26 aprilie 1971, aparatul cu număr de serie 61-7968, pilotat de maiorul Thomas B. Estes și Dewain C. Vick, a zburat peste 24000 de km în 10 ore și 30 de minute. În 1971, zborul a fost răsplătit cu Trofeul Mackay pentru “cel mai merituos zbor al anului” iar în anul 1972, cu Trofeul Harmon pentru “ cea mai uimitoare realizare internațională în artă/știință aeronauticii” (?).

### Ultimul zbor al SR-71
Atunci când în 1990 SR-71 a fost retras, un avion Blackbird a efectuat un zbor de la locul “nașterii” sale, Fabrică 42 din Palmdale, California, aparțînând USAF, către locul unde urmă a fi expus, loc ce acum se numește Institutul Smithsonian, Virginia. La data de 6 martie 1990, Locotenentul-Colonel Raymond E. Yeilding și Locotenentul-Colonel Joseph T. Vida au pilotat avionul SR-71 cu număr de serie 61-7972 in ultimul său zbor “Senior Crown” și au stabilit patru noi recorduri:

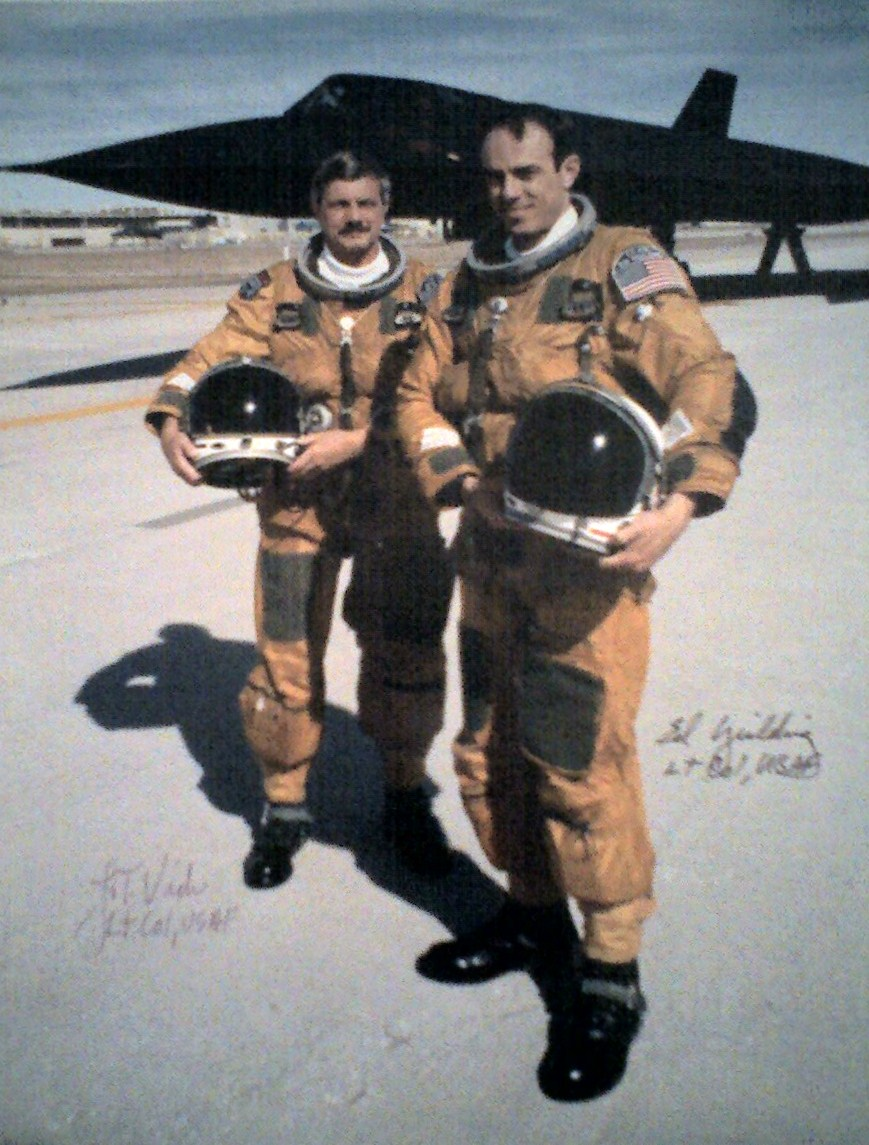
Pilot Lt. Col. Ed Yeilding and RSO Lt. Col. Joe Vida on 6 March 1990, the last SR-71 Senior Crown flight

- Los Angeles, California - Washington, D.C., distanță de 3,701.0 km, viteză medie de 3,451.7 km/h  și timp cronometrat de 64 minute și 20 secunde.
- Coasta de Vest - Coasta de Est, distanță de 3,869 km, viteză medie de 3,419.1 km/h și timp cronometrat de 67 minute și 54 secunde.
- Kansas City, Missouri- Washington, D.C., distanță de 1,516 km, viteză medie de 3,502 km/h și timp  cronometrat de 25 minute și 59 secunde.
- St. Louis, Missouri- Cincinnati, Ohio, distanță de 501.1 km, viteză medie de 3,524.3 km/h și timp cronometrat de 8 minute și 32 secunde.

Aceste 4 recorduri noi de viteză au fost acceptate de către Asociația Aeronautică Națională (NAA-Național Aeronautic Association), organism competent în materie de recorduri aeronautice în Statele Unite. În plus, Air & Space/Smithsonian a raportat că Forțele Aeriene au înregistrat la un moment dat al zborului, o viteză de 3608,92 km/h.
După zborul Los Angeles-Washington, la dată de 6 martie 1990, senatorul John Glenn a interpelat Senatul Statelor Unite, dojening Departamentul Apărării pentru faptul de a nu utiliza SR-71/la potențialul sau maxim:
„Domnule Președinte, terminarea programului SR-71 a fost o gravă greșeală și ar putea plasa națiunea noastră într-un serios dezavantaj în cazul unei potențiale crize viitoare. Zborul istoric transcontinental efectuat ieri a fost un trist monument închinat politicii noastre lipsite de viziune în ceea ce privește zborurile strategice de recunoaștere aeriană.”

### Succesorul
S-au făcut speculații privind existența unui înlocuitor al SR-71, circulând un zvon despre un avion cu nume de cod “Aurora”. 
Limitările sateliților de recunoaștere, cărora le trebuiesc până la 24 de ore pentru a ajunge in punctul orbital potrivit pentru a putea fotografia anumite zone țintă, îi fac mai lenți în a răspunde cerințelor față de avioanelor de recunoaștere. Zburând deasupra zonelor țintă pe orbite predictibile, pot permite echipamentelor militare (și nu numai) să fie ascunse sau mutate pentru a evita detecția atunci când satelitul se află deasupra, dezavantaj care nu există în cazul avioanelor de recunoaștere.
De aceea, există dubii serioase că Statele Unite ar fi abandonat conceptul de a suplimenta informațiile obținute de sateliți cu cele obținute de către avioanele de spionaj.
Vehiculele aeriene nepilotate (UAV-Unmanned aerial vehicles) sunt de asemenea utilizate pentru recunoaștere aeriană în secolul 21, fiind capabile să zboare peste teritoriul inamic fără a supune riscurilor elementul uman, fiind de asemena și mai mici și mai greu de detectat decât zborurile cu piloți la bord.
La dată de 1 noiembrie 2013, ziarele raportaseră că divizia Skunk Works a început lucrul la un avion de recunoaștere nepilotat, numit SR-72, care putea zbura de două ori mai repede (decât SR-71), adică  la viteze de Mach 6.
Oricum, Forțele Aeriene urmăresc în mod oficial că locul SR-71 să fie luat de către avionul nepilotat RQ-180, produs de către Northrop Grumman.

### Variante
- SR-71A a fost varianta de baza intrată în producție
- SR-71B a fost varianta de antrenament
- SR-71C a fost un avion hibrid compus din fuselajul posterior al primului YF-12A (S/N 60-6934) și fuselajul anterior al unui SR-71 ce fusese folosit pentru teste statice.

YF-12 a fost deteriorat într-un accident petrecut la aterizare în anul 1966.
Acest avion hibrid nu era chiar rectiliniu longitudinal, de aceea, la viteze supersonice avea un oarece moment de girație. A fost poreclit „Bastardul”.

## Operatori
Statele Unite
Forțele Aeriene ale Statelor Unite
Comandamentul Sistemelor Forțelor Aeriene
- Centrul de Testare al Zborului al Forțelor Aeriene – Edwards AFB, California

4786th Escadronul de Testare 1965–70
Grupul de Teste de Zbor al SR-71  1970–90
Strategic Air Command
- Divizia a 9-a de Recunoaștere Strategică – Beale AFB, California

Escadronul 1 de Recunoaștere Strategică  1966–90
Escadronul 99 de Recunoaștere Strategică  1966–71
Detașamentul 1, Kadena Air Base, Japan  1968–90
Detașamentul 4, RAF Mildenhall. England  1976–90
Comandamentul pentru Lupte Aeriene
- Detasamentul 2, Divizia a 9-a de Recunoaștere Strategică – Edwards AFB, California 1995–97

(Base de Operarare în Profunzime la Eielson AFB, Alaska; Griffis AFB, New York; Seymour-Johnson AFB, Carolina de Nord; Diego Garcia si Bodo, Norvegia 1973–90)

## Accidente și dispunerea aeronavelor

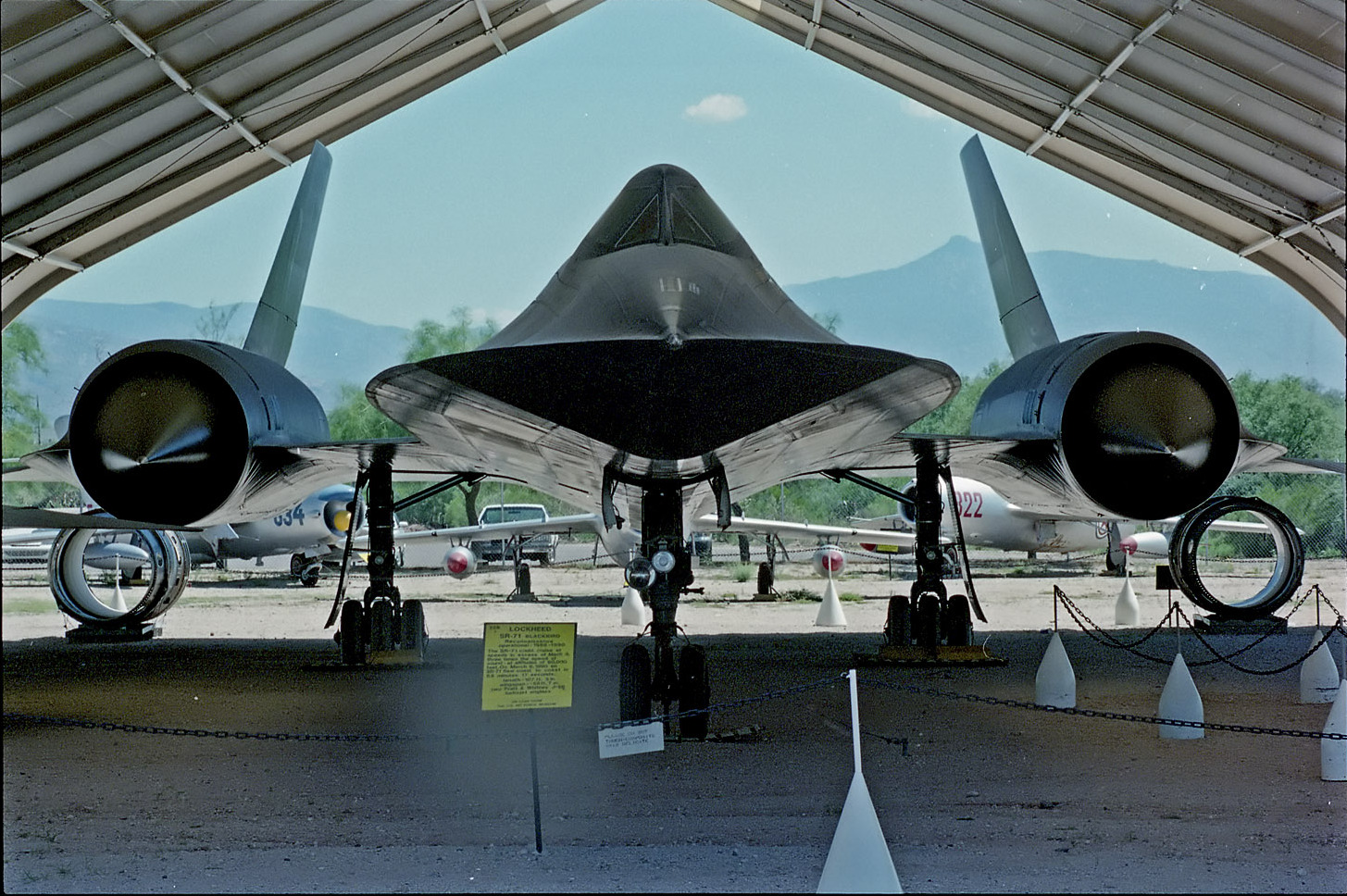
SR-71 at Pima Air & Space Museum, Tucson, Arizona

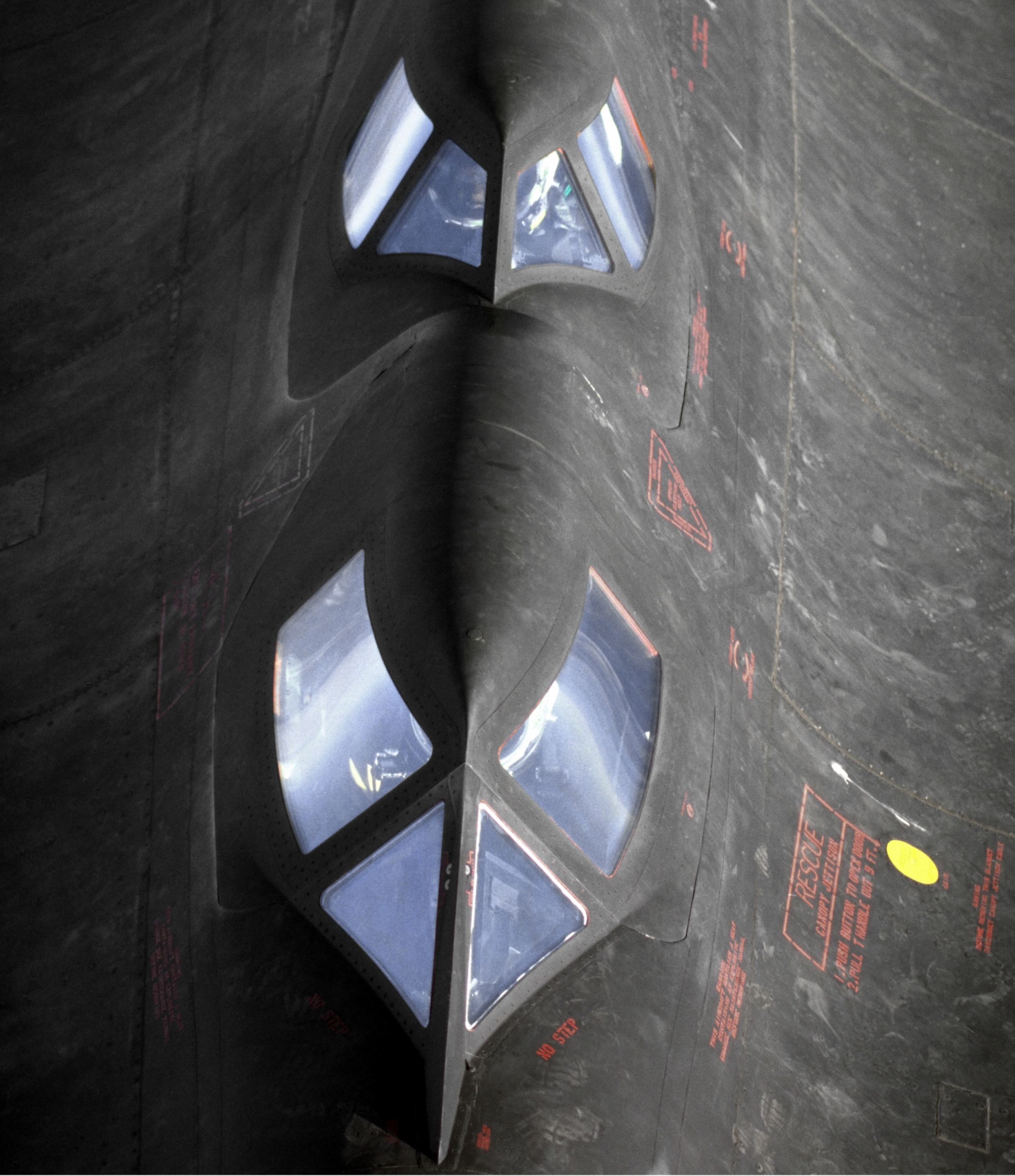
Close-up of the SR-71B operated by NASA's Dryden Flight Research Center, Edwards AFB, California

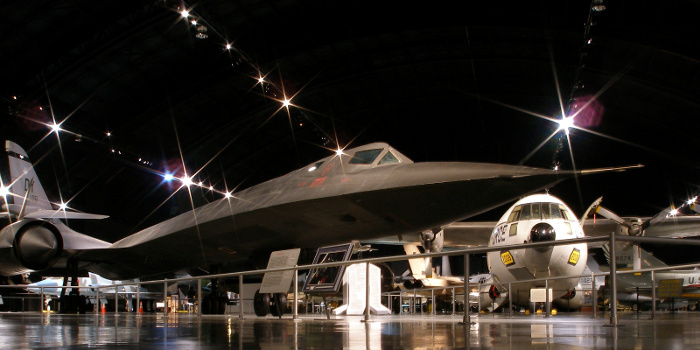
SR-71A at the National Museum of the United States Air Force

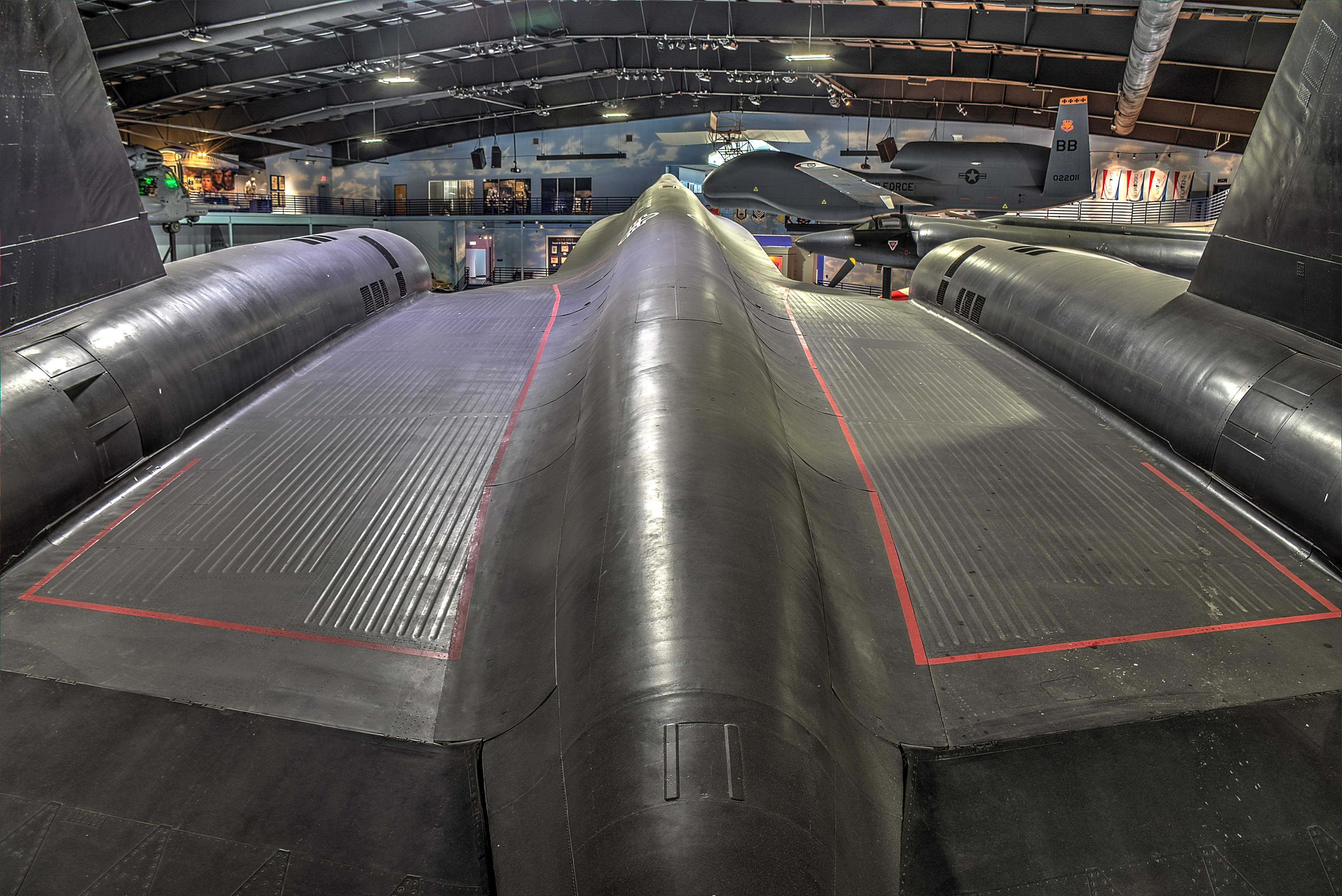
detail of SR-71A at the Museum of Aviation, Robins AFB

Douăsprezece avioane SR-71 au fost pierdute și un pilot a murit in accidente de-a lungul timpului cât avionul s-a aflat in serviciu.  Unsprezece dintre aceste accidente au avut loc intre 1966 și 1972.
| AF Serial Number | Model  | Location or fate |
| ---------------- | ------ | --- |
| 61-7950          | SR-71A | Pierdut, 10 ianuarie 1967 |
| 61-7951          | SR-71A | Pima Air & Space Museum (langa Davis-Monthan Air Force Base), Tucson, Arizona. Imprumutat catre NASA "YF-12A 60-6934".                                                    |
| 61-7952          | SR-71A | Pierdut, 25 ianuarie 1966 |
| 61-7953          | SR-71A | Pierdut, 18 decembrie 1969 |
| 61-7954          | SR-71A | Pierdut, 11 aprilie 1969 |
| 61-7955          | SR-71A | Air Force Flight Test Center Museum, Edwards Air Force Base, California                                                                                                   |
| 61-7956          | SR-71B | Air Zoo, Kalamazoo, Michigan (ex-NASA831) |
| 61-7957          | SR-71B | Pierdut, 11 ianuarie 1968 |
| 61-7958          | SR-71A | Museum of Aviation, Robins Air Force Base, Warner Robins, Georgia |
| 61-7959          | SR-71A | Air Force Armament Museum, Eglin Air Force Base, Florida |
| 61-7960          | SR-71A | Castle Air Museum la vechea adresa Castle Air Force Base, Atwater, California                                                                                             |
| 61-7961          | SR-71A | Cosmosphere, Hutchinson, Kansas |
| 61-7962          | SR-71A | American Air Museum in Britain, Imperial War Museum Duxford, Cambridgeshire, England                                                                                      |
| 61-7963          | SR-71A | Beale Air Force Base, Marysville, California |
| 61-7964          | SR-71A | Strategic Air Command & Aerospace Museum, Ashland, Nebraska |
| 61-7965          | SR-71A | Pierdut, 25 octombrie 1967 |
| 61-7966          | SR-71A | Pierdut, 13 aprilie 1967 |
| 61-7967          | SR-71A | Barksdale Air Force Base, Bossier City, Louisiana |
| 61-7968          | SR-71A | Science Museum of Virginia, Richmond, Virginia |
| 61-7969          | SR-71A | Pierdut, 10 mai 1970 |
| 61-7970          | SR-71A | Pierdut, 17 iunie 1970 |
| 61-7971          | SR-71A | Evergreen Aviation Museum, McMinnville, Oregon |
| 61-7972          | SR-71A | Smithsonian Institution Steven F. Udvar-Hazy Center, Washington Dulles International Airport, Chantilly, Virginia                                                         |
| 61-7973          | SR-71A | Blackbird Airpark, Air Force Plant 42, Palmdale, California |
| 61-7974          | SR-71A | Pierdut, 21 aprilie 1989 |
| 61-7975          | SR-71A | March Field Air Museum, March Air Reserve Base (former March AFB), Riverside, California                                                                                  |
| 61-7976          | SR-71A | National Museum of the United States Air Force, Wright-Patterson Air Force Base, near Dayton, Ohio                                                                        |
| 61-7977          | SR-71A | Pierdut, 10 octombrie 1968. Sectiunea carlingii a supraviețuit accidentului și este expusă la Seattle Museum of Flight.                                                   |
| 61-7978          | SR-71A | Poreclit "Rapid Rabbit" (Iepurele rapid) și fiind decorat cu imaginea Playboy bunny ca desen al cozii. (avand desenat un “iepure negru” pe coada). Pierdut, 20 iulie 1972 |
| 61-7979          | SR-71A | Lackland Air Force Base, San Antonio, Texas |
| 61-7980          | SR-71A | Dryden Flight Research Center, Edwards Air Force Base, California |
| 61-7981          | SR-71C | Hill Aerospace Museum, Hill Air Force Base, Ogden, Utah (formerly YF-12A 60-6934)                                                                                         |

Note: Multe referințe de rang secundar fac uz, aparent in mod eronat, de seria “64-“ a numerelor de serie aferente SR-71 (e.g. SR-71C 64-17981), dar nu s-au găsit documente guvernamentale de prim rang care sa sprijine acest lucru.
Dupa terminarea operațiunilor implicand avionul SR-71 al USAF si ale NASA, operațiuni avand loc la Baza Edwards, Simulatorul de Zbor al SR-71 a fost mutat in Iulie 2006 la Frontiers of Flight Museum la Love Field Airport in Dallas, Texas.

## Specificații (SR-71A)

### Caracteristici generale
Echipaj: 2 - Pilot și ofițer însărcinat cu operarea sistemelor de recunoaștere (RSO; simplificat în română-navigator)
- Lungime: 32,74 m
- Anvergură: 16,94 m
- Înălțime: 5,64 m
- Suprafață alară: 170 m2
- Greutate gol: 30600 kg
- Greutate încărcat: 69000 kg
- Încărcături: 1600 kg
- Greutate maximă la decolare: 78000 kg
- Ecartament: 5,8 m
- Ampatament: 11,53 m

### Date motor
- Motor (turbojet): Pratt & Whitney J58 (Pratt & Whitney J58-1)
- Tip turbojet: deviere continuă flux + postcombustie
- Număr de motoare instalate: 2
- Tracțiune: 151 kN

### Performanțe
- Viteză maximă: Mach 3.3[16][17][N 1];2,200+ mph, 3,540+ km/h, 1,910+ knots
- Rază de acțiune: 5400 km
- Distanță de zbor de poziționare: 5925 km
- Plafon de zbor: 25900 m
- Rată de urcare: 60 m/s
- Încărcare pe aripa: 410 kg/m2
- Raport Tracțiune/Greutate: 0,44